# 2009
| [ Edytuj tabelę ]                                                | |
| Prezydent Polski                                                 | - 2005 Lech Kaczyński 2010 |
| Premier Polski                                                   | - 2007 Donald Tusk 2014 |
| Prezydent Abchazji                                               | - 2005 Siergiej Bagapsz 2011 |
| Premier Abchazji                                                 | - 2005 Aleksandr Ankwab 2010 |
| Prezydent Afganistanu                                            | - 2001 Hamid Karzaj 2014 |
| Prezydent Albanii                                                | - 2007 Bamir Topi 2012 |
| Premier Albanii                                                  | - 2005 Sali Berisha 2013 |
| Prezydent Algierii                                               | - 1999 Abd al-Aziz Buteflika 2019 |
| Premier Algierii                                                 | - 2008 Ahmad Ujahja 2012 |
| Współksiążęta Andory                                             | - 2003 Joan Enric Vives Sicília - 2007 Nicolas Sarkozy 2012 |
| Premier Andory                                                   | - 2005 Albert Pintat Santolària 2009 - 2009 Jaume Bartumeu 2011                                                                                                  |
| Prezydent Angoli                                                 | - 1979 José Eduardo dos Santos 2017 |
| Premier Angoli                                                   | - 2008 Paulo Kassoma 2010 |
| Premier Antigui i Barbudy                                        | - 2004 Baldwin Spencer 2014 |
| Król Arabii Saudyjskiej                                          | - 2005 Abd Allah ibn Abd al-Aziz Al Su’ud 2015 |
| Prezydent Argentyny                                              | - 2007 Cristina Fernández de Kirchner 2015 |
| Prezydent Armenii                                                | - 2008 Serż Sarkisjan 2018 |
| Premier Armenii                                                  | - 2008 Tigran Sarkisjan 2014 |
| Prezydent Autonomii Palestyńskiej                                | - 2005 Mahmud Abbas 2013 |
| Premier Australii                                                | - 2007 Kevin Rudd 2010 |
| Prezydent Austrii                                                | - 2004 Heinz Fischer 2016 |
| Kanclerz Austrii                                                 | - 2008 Werner Faymann 2016 |
| Prezydent Azerbejdżanu                                           | - 2003 İlham Əliyev |
| Premier Azerbejdżanu                                             | - 2003 Artur Rasizadə 2018 |
| Premier Bahamów                                                  | - 2007 Hubert Ingraham 2012 |
| Król Bahrajnu                                                    | - 2002 Hamad ibn Isa Al Chalifa |
| Premier Bahrajnu                                                 | - 1970 Chalifa ibn Salman Al Chalifa 2020 |
| Prezydent Bangladeszu                                            | - 2002 Iajuddin Ahmed 2009 - 2009 Zillur Rahman 2013 |
| Premier Bangladeszu                                              | - 2007 Fakhruddin Ahmed 2009 - 2009 Sheikh Hasina 2024 |
| Premier Barbadosu                                                | - 2008 David Thompson 2010 |
| Król Belgów                                                      | - 1993 Albert II 2013 |
| Premier Belgii                                                   | - 2008 Herman Van Rompuy 2009 - 2009 Yves Leterme 2011 |
| Premier Belize                                                   | - 2008 Dean Barrow 2020 |
| Prezydent Beninu                                                 | - 2006 Yayi Boni 2016 |
| Król Bhutanu                                                     | - 2006 Jigme Khesar Namgyel Wangchuck |
| Premier Bhutanu                                                  | - 2008 Jigme Thinley 2013 |
| Prezydent Białorusi                                              | - 1994 Alaksandr Łukaszenka |
| Premier Białorusi                                                | - 2003 Siarhiej Sidorski 2010 |
| Prezydent Boliwii                                                | - 2006 Evo Morales 2019 |
| Przewodniczący Prezydium Bośni i Hercegowiny                     | - 2008 Nebojša Radmanović 2009 - 2009 Željko Komšić 2010 |
| Premier Bośni i Hercegowiny                                      | - 2007 Nikola Špirić 2012 |
| Prezydent Botswany                                               | - 2008 Seretse Ian Khama 2018 |
| Prezydent Brazylii                                               | - 2003 Luiz Inácio Lula da Silva 2011 |
| Sułtan Brunei                                                    | - 1967 Hassanal Bolkiah |
| Prezydent Bułgarii                                               | - 2002 Georgi Pyrwanow 2012 |
| Premier Bułgarii                                                 | - 2005 Sergej Staniszew 2009 - 2009 Bojko Borisow 2013 |
| Prezydent Burkiny Faso                                           | - 1987 Blaise Compaoré 2014 |
| Premier Burkiny Faso                                             | - 2007 Tertius Zongo 2011 |
| Prezydent Burundi                                                | - 2005 Pierre Nkurunziza 2020 |
| Prezydent Chile                                                  | - 2006 Michelle Bachelet 2010 |
| Przewodniczący ChRL                                              | - 2003 Hu Jintao 2013 |
| Premier Chin                                                     | - 2003 Wen Jiabao 2013 |
| Prezydent Chorwacji                                              | - 2000 Stjepan Mesić 2010 |
| Premier Chorwacji                                                | - 2003 Ivo Sanader 2009 - 2009 Jadranka Kosor 2011 |
| Prezydent Cypru                                                  | - 2008 Dimitris Christofias 2013 |
| Prezydent Cypru Północnego                                       | - 2005 Mehmet Ali Talat 2010 |
| Prezydent Czadu                                                  | - 1990 Idriss Déby 2021 |
| Premier Czadu                                                    | - 2008 Youssouf Saleh Abbas 2010 |
| Prezydent Czarnogóry                                             | - 2006 Filip Vujanović 2018 |
| Premier Czarnogóry                                               | - 2008 Milo Đukanović 2010 |
| Prezydent Czech                                                  | - 2003 Václav Klaus 2013 |
| Premier Czech                                                    | - 2006 Mirek Topolánek 2009 - 2009 Jan Fischer 2010 |
| Król Danii                                                       | - 1972 Małgorzata II 2024 |
| Premier Danii                                                    | - 2001 Anders Fogh Rasmussen 2009 - 2009 Lars Løkke Rasmussen 2011                                                                                               |
| Prezydent DR Konga                                               | - 2001 Joseph Kabila 2019 |
| Premier DR Konga                                                 | - 2008 Adolphe Muzito 2012 |
| Dalajlama                                                        | - 1940 Tenzin Gjaco |
| Prezydent Dominikany                                             | - 2004 Leonel Fernández 2012 |
| Prezydent Dominiki                                               | - 2003 Nicholas Liverpool 2012 |
| Premier Dominiki                                                 | - 2004 Roosevelt Skerrit |
| Prezydent Dżibuti                                                | - 1999 Ismail Omar Guelleh |
| Premier Dżibuti                                                  | - 2001 Dileita Mohamed Dileita 2013 |
| Prezydent Egiptu                                                 | - 1981 Husni Mubarak 2011 |
| Premier Egiptu                                                   | - 2004 Ahmad Nazif 2011 |
| Prezydent Ekwadoru                                               | - 2007 Rafael Correa 2017 |
| Prezydent Erytrei                                                | - 1993 Isajas Afewerki |
| Prezydent Estonii                                                | - 2006 Toomas Hendrik Ilves 2016 |
| Premier Estonii                                                  | - 2005 Andrus Ansip 2014 |
| Prezydent Etiopii                                                | - 2001 Gyrma Uelde-Gijorgis 2013 |
| Premier Etiopii                                                  | - 1995 Meles Zenawi 2012 |
| Przew. Komisji Europejskiej                                      | - 2004 José Manuel Durão Barroso (Portugalia) 2014 |
| Przew. Rady Europejskiej                                         | - 2009 Herman Van Rompuy (Belgia) 2014 |
| Prezydent Fidżi                                                  | - 2007 Josefa Iloilo 2009 - 2009 Epeli Nailatikau 2015 |
| Premier Fidżi                                                    | - 2007 Frank Bainimarama 2022 |
| Prezydent Filipin                                                | - 2001 Gloria Macapagal-Arroyo 2010 |
| Prezydent Finlandii                                              | - 2000 Tarja Halonen 2012 |
| Premier Finlandii                                                | - 2003 Matti Vanhanen 2010 |
| Prezydent Francji                                                | - 2007 Nicolas Sarkozy 2012 |
| Premier Francji                                                  | - 2007 François Fillon 2012 |
| Prezydent Gabonu                                                 | - 1967 Omar Bongo 2009 - 2009 Didjob Divungi Di Ndinge (p.o.) 2009 - 2009 Rose Francine Rogombé 2009 - 2009 Ali Bongo Ondimba 2023                               |
| Premier Gabonu                                                   | - 2006 Jean-Eyeghe Ndong 2009 - 2009 Paul Biyoghé Mba 2012 |
| Prezydent Gambii                                                 | - 1994 Yahya Jammeh 2017 |
| Prezydent Ghany                                                  | - 2001 John Kufuor 2009 - 2009 John Atta-Mills 2012 |
| Prezydent Grecji                                                 | - 2005 Karolos Papulias 2015 |
| Premier Grecji                                                   | - 2004 Kostas Karamanlis 2009 - 2009 Jorgos Papandreu 2011 |
| Premier Grenady                                                  | - 2008 Tillman Thomas 2013 |
| Prezydent Gruzji                                                 | - 2008 Micheil Saakaszwili 2013 |
| Premier Gruzji                                                   | - 2008 Grigol Mgalobliszwili 2009 - 2009 Nika Gilauri 2012 |
| Prezydent Gujany                                                 | - 1999 Bharrat Jagdeo 2011 |
| Premier Gujany                                                   | - 1999 Samuel Hinds 2015 |
| Prezydent Gwatemali                                              | - 2008 Álvaro Colom 2012 |
| Prezydent Gwinei                                                 | - 2008 Moussa Dadis Camara 2009 - 2009 Sékouba Konaté (p.o.) 2010                                                                                                |
| Premier Gwinei                                                   | - 2008 Kabiné Komara 2010 |
| Prezydent Gwinei Bissau                                          | - 2005 João Bernardo Vieira 2009 - 2009 Raimundo Pereira (p.o.) 2009 - 2009 Malam Bacai Sanhá 2012                                                               |
| Premier Gwinei Bissau                                            | - 2008 Carlos Correia 2009 - 2009 Carlos Gomes Júnior 2012 |
| Prezydent Gwinei Równikowej                                      | - 1979 Teodoro Obiang Nguema Mbasogo |
| Premier Gwinei Równikowej                                        | - 2008 Ignacio Milam Tang 2012 |
| Prezydent Haiti                                                  | - 2006 René Préval 2011 |
| Premier Haiti                                                    | - 2008 Michèle Pierre-Louis 2009 - 2009 Jean-Max Bellerive 2011                                                                                                  |
| Król Hiszpanii                                                   | - 1975 Jan Karol I 2014 |
| Premier Hiszpanii                                                | - 2004 José Luis Rodríguez Zapatero 2011 |
| Król Holandii                                                    | - 1980 Beatrycze 2013 |
| Premier Holandii                                                 | - 2002 Jan Peter Balkenende 2010 |
| Prezydent Hondurasu                                              | - 2006 José Manuel Zelaya Rosales 2009 - 2009 Roberto Micheletti Bain 2010                                                                                       |
| Najwyższy przywódca Iranu                                        | - 1989 Ali Chamenei |
| Prezydent Iranu                                                  | - 2005 Mahmud Ahmadineżad 2013 |
| Prezydent Iraku                                                  | - 2005 Dżalal Talabani 2014 |
| Premier Iraku                                                    | - 2006 Nuri al-Maliki 2014 |
| Prezydent Indii                                                  | - 2007 Pratibha Patil 2012 |
| Premier Indii                                                    | - 2004 Manmohan Singh 2014 |
| Prezydent Indonezji                                              | - 2004 Susilo Bambang Yudhoyono 2014 |
| Prezydent Irlandii                                               | - 1997 Mary McAleese 2011 |
| Premier Irlandii                                                 | - 2008 Brian Cowen 2011 |
| Prezydent Islandii                                               | - 1996 Ólafur Ragnar Grímsson 2016 |
| Premier Islandii                                                 | - 2006 Geir Haarde 2009 - 2009 Jóhanna Sigurðardóttir 2013 |
| Prezydent Izraela                                                | - 2007 Szimon Peres 2014 |
| Premier Izraela                                                  | - 2006 Ehud Olmert 2009 - 2009 Binjamin Netanjahu 2021 |
| Premier Jamajki                                                  | - 2007 Bruce Golding 2011 |
| Cesarz Japonii                                                   | - 1989 Akihito 2019 |
| Premier Japonii                                                  | - 2008 Tarō Asō 2009 - 2009 Yukio Hatoyama 2010 |
| Prezydent Jemenu                                                 | - 1990 Ali Abd Allah Salih 2012 |
| Król Jordanii                                                    | - 1999 Abd Allah II |
| Premier Jordanii                                                 | - 2007 Nadir az-Zahabi 2009 - 2009 Samir ar-Rifa’i 2011 |
| Król Kambodży                                                    | - 2004 Norodom Sihamoni |
| Premier Kambodży                                                 | - 1993 Hun Sen 2023 |
| Prezydent Kamerunu                                               | - 1982 Paul Biya |
| Premier Kamerunu                                                 | - 2004 Ephraïm Inoni 2009 - 2009 Philémon Yang 2019 |
| Premier Kanady                                                   | - 2006 Stephen Harper 2015 |
| Prezydent Górskiego Karabachu                                    | - 2007 Bako Sahakian 2020 |
| Emir Kataru                                                      | - 1995 Hamad ibn Chalifa 2013 |
| Premier Kataru                                                   | - 2007 Hamad ibn Dżasim ibn Dżabr 2013 |
| Prezydent Kazachstanu                                            | - 1991 Nursułtan Nazarbajew 2019 |
| Premier Kazachstanu                                              | - 2007 Kärym Mäsymow 2012 |
| Prezydent Kenii                                                  | - 2002 Mwai Kibaki 2013 |
| Prezydent Kirgistanu                                             | - 2005 Kurmanbek Bakijew 2010 |
| Premier Kirgistanu                                               | - 2007 Igor Czudinow 2009 - 2009 Danijar Üsönow 2010 |
| Prezydent Kolumbii                                               | - 2002 Álvaro Uribe Vélez 2010 |
| Prezydent Konga                                                  | - 1997 Denis Sassou-Nguesso |
| Premier Konga                                                    | - 2005 Isidore Mvouba 2009 |
| Patriarcha Konstantynopola                                       | - 1991 Bartłomiej I |
| Prezydent Korei Południowej                                      | - 2008 Lee Myung-bak 2013 |
| Premier Korei Południowej                                        | - 2008 Han Seung-soo 2009 - 2009 Chung Un-chan 2010 |
| Prezydent KRLD                                                   | - 1998 Kim Il Sŏng („Wieczny Prezydent”) 2019 |
| Najwyższy Przywódca KRLD                                         | - 1994 Kim Dzong Il 2011 |
| Premier KRLD                                                     | - 2007 Kim Yŏng Il 2010 |
| Prezydent Kosowa                                                 | - 2008 Fatmir Sejdiu 2010 |
| Premier Kosowa                                                   | - 2008 Hashim Thaçi 2014 |
| Prezydent Kostaryki                                              | - 2006 Óscar Arias Sánchez 2010 |
| Przewodniczący Rady Państwa Kuby                                 | - 2008 Raúl Castro 2018 |
| Emir Kuwejtu                                                     | - 2006 Sabah IV 2020 |
| Premier Kuwejtu                                                  | - 2006 Nasir al-Muhammad al-Ahmad as-Sabah 2011 |
| Prezydent Laosu                                                  | - 2006 Choummaly Sayasone 2016 |
| Król Lesotho                                                     | - 1996 Letsie III |
| Premier Lesotho                                                  | - 1998 Pakalitha Mosisili 2012 |
| Prezydent Libanu                                                 | - 2008 Michel Sulaiman 2014 |
| Premier Libanu                                                   | - 2005 Fouad Siniora 2009 - 2009 Sad al-Hariri 2011 |
| Prezydent Liberii                                                | - 2006 Ellen Johnson-Sirleaf 2018 |
| Przywódca Libii                                                  | - 1969 Mu’ammar al-Kaddafi 2011 |
| Premier Libii                                                    | - 2006 Al-Baghdadi Ali al-Mahmudi 2011 |
| Sekretarz generalny PKL Libii                                    | - 2008 Miftah Muhammad Ku’ajba 2009 - 2009 Imbarak Abd Allah asz-Szamich 2010                                                                                    |
| Książę Liechtensteinu                                            | - 1989 Jan Adam II |
| Premier Liechtensteinu                                           | - 2001 Otmar Hasler 2009 - 2009 Klaus Tschütscher 2013 |
| Prezydent Litwy                                                  | - 2004 Valdas Adamkus 2009 - 2009 Dalia Grybauskaitė 2019 |
| Premier Litwy                                                    | - 2008 Andrius Kubilius 2012 |
| Wielki książę Luksemburga                                        | - 2000 Henryk |
| Premier Luksemburga                                              | - 1995 Jean-Claude Juncker 2013 |
| Prezydent Łotwy                                                  | - 2007 Valdis Zatlers 2011 |
| Premier Łotwy                                                    | - 2007 Ivars Godmanis 2009 - 2009 Valdis Dombrovskis 2014 |
| Prezydent Macedonii                                              | - 2004 Branko Crwenkowski 2009 - 2009 Ǵorge Iwanow 2019 |
| Premier Macedonii                                                | - 2006 Nikoła Gruewski 2016 |
| Prezydent Madagaskaru                                            | - 2002 Marc Ravalomanana 2009 - 2009 Andry Rajoelina 2014 |
| Premier Madagaskaru                                              | - 2007 Charles Rabemananjara 2009 - 2009 Monja Roindefo 2009 - 2009 Eugène Mangalaza 2009 - 2009 Cécile Manorohanta (p.o.) 2009 - 2009 Albert Camille Vital 2011 |
| Prezydent Malawi                                                 | - 2004 Bingu wa Mutharika 2012 |
| Prezydent Malediwów                                              | - 2008 Mohamed Nasheed 2012 |
| Król Malezji                                                     | - 2006 Tuanku Mizan Zainal Abidin 2011 - 2006 Tuanku Abdul Halim 2011                                                                                            |
| Premier Malezji                                                  | - 2003 Abdullah Ahmad Badawi 2009 - 2009 Najib Razak 2018 |
| Prezydent Mali                                                   | - 2002 Amadou Toumani Touré 2012 |
| Premier Mali                                                     | - 2007 Modibo Sidibé 2011 |
| Prezydent Malty                                                  | - 2004 Edward Fenech Adami 2009 - 2009 George Abela 2014 |
| Premier Malty                                                    | - 2004 Lawrence Gonzi 2013 |
| Król Maroka                                                      | - 1999 Muhammad VI |
| Premier Maroka                                                   | - 2007 Abbas al-Fasi 2011 |
| Prezydent Mauretanii                                             | - 2008 Muhammad uld Abd al-Aziz 2009 - 2009 Ba Mamadu Mubari 2009 - 2009 Muhammad uld Abd al-Aziz 2019                                                           |
| Premier Mauretanii                                               | - 2008 Maulaj uld Muhammad al-Aghzaf 2014 |
| Prezydent Mauritiusa                                             | - 2003 Anerood Jugnauth 2012 |
| Premier Mauritiusa                                               | - 2005 Navin Ramgoolam 2014 |
| Prezydent Meksyku                                                | - 2006 Felipe Calderón 2012 |
| Prezydent Mikronezji                                             | - 2007 Manny Mori 2015 |
| Przewodniczący Państwowej Rady Pokoju i Rozwoju Mjanmy           | - 1997 Than Shwe 2011 |
| Premier Mjanmy                                                   | - 2007 Thein Sein 2011 |
| Prezydent Mołdawii                                               | - 2001 Vladimir Voronin 2009 - 2009 Mihai Ghimpu (p.o.) 2010 |
| Premier Mołdawii                                                 | - 2008 Zinaida Greceanîi 2009 - 2009 Vitalie Pîrlog (p.o.) 2009 - 2009 Vlad Filat 2013                                                                           |
| Książę Monako                                                    | - 2005 Albert II |
| Minister stanu Monako                                            | - 2005 Jean-Paul Proust 2010 |
| Prezydent Mongolii                                               | - 2005 Nambaryn Enchbajar 2009 - 2009 Cachiagijn Elbegdordż 2017                                                                                                 |
| Premier Mongolii                                                 | - 2007 Sandżaagijn Bajar 2009 - 2009 Süchbaataryn Batbold 2012                                                                                                   |
| Prezydent Mozambiku                                              | - 2005 Armando Guebuza 2015 |
| Premier Mozambiku                                                | - 2004 Luisa Diogo 2010 |
| Prezydent Naddniestrza                                           | - 1991 Igor Smirnow 2011 |
| Prezydent Namibii                                                | - 2005 Hifikepunye Pohamba 2015 |
| Premier Namibii                                                  | - 2005 Nahas Angula 2012 |
| Sekretarz generalny NATO                                         | - 2004 Jaap de Hoop Scheffer (Holandia) 2009 - 2009 Anders Fogh Rasmussen (Dania) 2014                                                                           |
| Prezydent Nauru                                                  | - 2007 Marcus Stephen 2011 |
| Prezydent Nepalu                                                 | - 2008 Ram Baran Yadav 2015 |
| Premier Nepalu                                                   | - 2008 Pushpa Kamal Dahal 2009 - 2009 Madhav Kumar Nepal 2011 |
| Prezydent Niemiec                                                | - 2004 Horst Köhler 2010 |
| Kanclerz Niemiec                                                 | - 2005 Angela Merkel 2021 |
| Prezydent Nigru                                                  | - 1999 Mamadou Tandja 2010 |
| Premier Nigru                                                    | - 2007 Seyni Oumarou 2009 - 2009 Albadé Abouba (p.o.) 2009 - 2009 Ali Badjo Gamatié 2010                                                                         |
| Prezydent Nigerii                                                | - 2007 Umaru Yar’Adua 2010 |
| Prezydent Nikaragui                                              | - 2007 Daniel Ortega 2025 |
| Król Norwegii                                                    | - 1991 Harald V |
| Premier Norwegii                                                 | - 2005 Jens Stoltenberg 2013 |
| Premier Nowej Zelandii                                           | - 2008 John Key 2016 |
| Prezydent Osetii Południowej                                     | - 2001 Eduard Kokojty 2011 |
| Sułtan Omanu                                                     | - 1970 Kabus ibn Sa’id 2020 |
| Sekretarz generalny ONZ                                          | - 2007 Ban Ki-moon (Korea Południowa) 2016 |
| Prezydent Pakistanu                                              | - 2008 Asif Ali Zardari 2013 |
| Premier Pakistanu                                                | - 2008 Yousaf Raza Gilani 2012 |
| Prezydent Palau                                                  | - 2001 Tommy Remengesau 2009 - 2009 Johnson Toribiong 2013 |
| Prezydent Panamy                                                 | - 2004 Martín Torrijos 2009 - 2009 Ricardo Martinelli 2014 |
| Papież                                                           | - 2005 Benedykt XVI 2013 |
| Premier Papui-Nowej Gwinei                                       | - 2002 Michael Somare 2011 |
| Prezydent Paragwaju                                              | - 2008 Fernando Lugo 2012 |
| Prezydent Peru                                                   | - 2006 Alan García Pérez 2011 |
| Premier Peru                                                     | - 2008 Yehude Simon 2009 - 2009 Javier Velásquez 2010 |
| Prezydent Południowej Afryki                                     | - 2008 Kgalema Motlanthe 2009 - 2009 Jacob Zuma 2018 |
| Prezydent Portugalii                                             | - 2006 Aníbal Cavaco Silva 2016 |
| Premier Portugalii                                               | - 2005 José Sócrates 2011 |
| Sekretarz generalny Rady Europy                                  | - 2004 Terry Davis (Wielka Brytania) 2009 - 2009 Thorbjørn Jagland (Norwegia) 2019                                                                               |
| Prezydent Republiki Środkowoafrykańskiej                         | - 2003 François Bozizé 2013 |
| Premier Republiki Środkowoafrykańskiej                           | - 2008 Faustin-Archange Touadéra 2013 |
| Prezydent Republiki Zielonego Przylądka                          | - 2001 Pedro Pires 2011 |
| Premier Republiki Zielonego Przylądka                            | - 2001 José Maria Neves 2016 |
| Prezydent Rosji                                                  | - 2008 Dmitrij Miedwiediew 2012 |
| Premier Rosji                                                    | - 2008 Władimir Putin 2012 |
| Prezydent Rumunii                                                | - 2007 Traian Băsescu 2012 |
| Premier Rumunii                                                  | - 2008 Emil Boc 2012 |
| Prezydent Rwandy                                                 | - 2000 Paul Kagame |
| Premier Rwandy                                                   | - 2000 Bernard Makuza 2011 |
| Premier Saint Kitts i Nevis                                      | - 1995 Denzil Douglas 2015 |
| Premier Saint Lucia                                              | - 2007 Stephenson King 2011 |
| Premier Saint Vincent i Grenadyn                                 | - 2001 Ralph Gonsalves |
| Prezydent Salwadoru                                              | - 2004 Antonio Saca 2009 - 2009 Mauricio Funes 2014 |
| O le Ao o le Malo Samoa                                          | - 2007 Tupua Tamasese Tupuola Tufuga Efi 2017 |
| Premier Samoa                                                    | - 1998 Tuilaʻepa Sailele Malielegaoi 2021 |
| Kapitanowie Regenci San Marino                                   | - 2008 Assunta Meloni Ernesto Benedettini 2009 - 2009 Massimo Cenci Oscar Mina 2009 - 2009 Francesco Mussoni Stefano Palmieri 2010                               |
| Sekretarz Stanu do spraw Politycznych i Zagranicznych San Marino | - 2008 Antonella Mularoni 2012 |
| Prezydent Senegalu                                               | - 2000 Abdoulaye Wade 2012 |
| Premier Senegalu                                                 | - 2007 Cheikh Hadjibou Soumaré 2009 - 2009 Souleymane Ndéné Ndiaye 2012                                                                                          |
| Prezydent Serbii                                                 | - 2006 Boris Tadić 2012 |
| Premier Serbii                                                   | - 2008 Mirko Cvetković 2012 |
| Prezydent Seszeli                                                | - 2004 James Michel 2016 |
| Prezydent Sierra Leone                                           | - 2007 Ernest Bai Koroma 2018 |
| Prezydent Singapuru                                              | - 1999 S.R. Nathan 2011 |
| Premier Singapuru                                                | - 2004 Lee Hsien Loong 2024 |
| Prezydent Słowacji                                               | - 2004 Ivan Gašparovič 2014 |
| Premier Słowacji                                                 | - 2006 Robert Fico 2010 |
| Prezydent Słowenii                                               | - 2007 Danilo Türk 2012 |
| Premier Słowenii                                                 | - 2008 Borut Pahor 2012 |
| Prezydent Somalii                                                | - 2008 Adan Mohamed Nuur Madobe (p.o.) 2009 - 2009 Szarif Szajh Ahmed 2012                                                                                       |
| Premier Somalii                                                  | - 2007 Nur Hassan Hussein 2009 - 2009 Omar Abdirashid Ali Sharmarke 2010                                                                                         |
| Prezydent Sri Lanki                                              | - 2005 Mahinda Rajapaksa 2015 |
| Premier Sri Lanki                                                | - 2005 Ratnasiri Wickremanayake 2010 |
| Król Suazi                                                       | - 1986 Ntombi (współpanująca) 2018 - 1986 Mswati III 2018 |
| Premier Suazi                                                    | - 2008 Barnabas Sibusiso Dlamini 2018 |
| Prezydent Sudanu                                                 | - 1989 Umar al-Baszir 2019 |
| Prezydent Surinamu                                               | - 2000 Ronald Venetiaan 2010 |
| Prezydent Syrii                                                  | - 2000 Baszszar al-Asad 2024 |
| Premier Syrii                                                    | - 2003 Muhammad Nadżi al-Utri 2011 |
| Prezydent Szwajcarii                                             | - 2009 Hans-Rudolf Merz 2009 |
| Król Szwecji                                                     | - 1973 Karol XVI Gustaw |
| Premier Szwecji                                                  | - 2006 Fredrik Reinfeldt 2014 |
| Prezydent Tadżykistanu                                           | - 1994 Emomali Rahmon |
| Premier Tadżykistanu                                             | - 1999 Okil Okilow 2013 |
| Król Tajlandii                                                   | - 1946 Bhumibol Adulyadej 2016 |
| Premier Tajlandii                                                | - 2008 Abhisit Vejjajiva 2011 |
| Prezydent Tajwanu                                                | - 2008 Ma Ying-jeou 2016 |
| Prezydent Tanzanii                                               | - 2005 Jakaya Kikwete 2015 |
| Premier Tanzanii                                                 | - 2008 Mizengo Pinda 2015 |
| Prezydent Timoru Wschodniego                                     | - 2007 José Ramos-Horta 2012 |
| Premier Timoru Wschodniego                                       | - 2007 Xanana Gusmão 2015 |
| Prezydent Togo                                                   | - 2005 Faure Gnassingbé |
| Premier Togo                                                     | - 2008 Gilbert Houngbo 2012 |
| Król Tonga                                                       | - 2006 Jerzy Tupou V 2012 |
| Premier Tonga                                                    | - 2006 Feleti Sevele 2010 |
| Prezydent Trynidadu i Tobago                                     | - 2003 George Maxwell Richards 2013 |
| Premier Trynidadu i Tobago                                       | - 2001 Patrick Manning 2010 |
| Prezydent Tunezji                                                | - 1987 Zajn al-Abidin ibn Ali 2011 |
| Premier Tunezji                                                  | - 1999 Muhammad al-Ghannuszi 2011 |
| Prezydent Turcji                                                 | - 2007 Abdullah Gül 2014 |
| Premier Turcji                                                   | - 2003 Recep Tayyip Erdoğan 2014 |
| Prezydent Turkmenistanu                                          | - 2006 Gurbanguly Berdimuhamedow 2022 |
| Prezydent Ugandy                                                 | - 1986 Yoweri Museveni |
| Premier Ugandy                                                   | - 1999 Apolo Nsibambi 2011 |
| Prezydent Ukrainy                                                | - 2005 Wiktor Juszczenko 2010 |
| Premier Ukrainy                                                  | - 2007 Julia Tymoszenko 2010 |
| Prezydent Urugwaju                                               | - 2005 Tabaré Vázquez 2010 |
| Prezydent USA                                                    | - 2001 George W. Bush 2009 - 2009 Barack Obama 2017 |
| Prezydent Uzbekistanu                                            | - 1991 Islom Karimov 2016 |
| Premier Uzbekistanu                                              | - 2003 Shavkat Mirziyoyev 2016 |
| Prezydent Vanuatu                                                | - 2004 Kalkot Mataskelekele 2009 - 2009 Maxime Carlot Korman (p.o.) 2009 - 2009 Iolu Abil 2014                                                                   |
| Premier Vanuatu                                                  | - 2008 Edward Natapei 2009 - 2009 Serge Vohor (p.o.) 2009 - 2009 Edward Natapei 2010                                                                             |
| Prezydent Wenezueli                                              | - 1999 Hugo Chávez 2013 |
| Prezydent Węgier                                                 | - 2005 László Sólyom 2010 |
| Premier Węgier                                                   | - 2004 Ferenc Gyurcsány 2009 - 2009 Gordon Bajnai 2010 |
| Monarcha Wielkiej Brytanii                                       | - 1952 Elżbieta II 2022 |
| Premier Wielkiej Brytanii                                        | - 2007 Gordon Brown 2010 |
| Prezydent Wietnamu                                               | - 2006 Nguyễn Minh Triết 2011 |
| Premier Wietnamu                                                 | - 2006 Nguyễn Tấn Dũng 2016 |
| Prezydent Włoch                                                  | - 2006 Giorgio Napolitano 2015 |
| Premier Włoch                                                    | - 2008 Silvio Berlusconi 2011 |
| Prezydent WKS                                                    | - 2000 Laurent Gbagbo 2011 |
| Premier WKS                                                      | - 2007 Guillaume Soro 2012 |
| Prezydent Wysp Marshalla                                         | - 2008 Litokwa Tomeing 2009 - 2009 Ruben Zackhras (p.o.) 2009 - 2009 Jurelang Zedkaia 2012                                                                       |
| Prezydent Wysp Świętego Tomasza i Książęcej                      | - 2003 Fradique de Menezes 2011 |
| Prezydent Zambii                                                 | - 2008 Rupiah Banda 2011 |
| Prezydent Zimbabwe                                               | - 1987 Robert Mugabe 2017 |
| Premier Zimbabwe                                                 | - 2009 Morgan Tsvangirai 2013 |
| Prezydent ZEA                                                    | - 2004 Chalifa ibn Zajid Al Nahajjan 2022 |
| Premier ZEA                                                      | - 2006 Muhammad ibn Raszid al-Maktum |

Rok 2009 / MMIX
stulecia: XX wiek ~
XXI wiek ~
XXII wiek

dziesięciolecia:
1970–1979 •
1980–1989 •
1990–1999 •
2000–2009
• 2010–2019
• 2020–2029

lata: 1999 «
2004 «
2005 «
2006 «
2007 «
2008 «
2009
» 2010
» 2011
» 2012
» 2013
» 2014
» 2019

## Rok 2009 ogłoszono
- Międzynarodowym Rokiem Astronomii (przez IAU)
- Rokiem Rodzinnej Opieki Zastępczej (przez Sejm RP)
- Rokiem Polskiej Demokracji (przez Senat RP)
- Rokiem Tytusa Chałubińskiego
- Rokiem Jerzego Grotowskiego (UNESCO)[1]
- Europejskim Rokiem Innowacji i Twórczości (Unia Europejska)
- Rokiem Juliusza Słowackiego
- Rokiem Wojciecha Korfantego[2]
- Rokiem Dzieci i Młodzieży w PTTK
- Rokiem Grażyny Bacewicz
- Międzynarodowym Rokiem Piwa
- Rokiem Pieszego[3]

## Wydarzenia w Polsce

### Styczeń
- 1 stycznia:
  - uruchomiono projekt badawczy INDECT.
  - 5 miejscowości: Bobowa, Brzostek, Krynki, Michałowo i Szczucin uzyskało prawa miejskie.
  - z połączenia Akademii Rolniczej w Szczecinie i Politechniki Szczecińskiej powstał Zachodniopomorski Uniwersytet Technologiczny.
- 11 stycznia – XVII finał Wielkiej Orkiestry Świątecznej Pomocy.
- 13 stycznia:
  - Zbigniew Derdziuk został odwołany z Rady Ministrów.
  - oddział GDDKiA w Białymstoku zerwał umowę na budowę obwodnicy Augustowa.
- 14 stycznia – w Wiśle doszło do spotkania Lecha Kaczyńskiego z Wiktorem Juszczenką.
- 15 stycznia – Michał Boni został powołany na członka Rady Ministrów.
- 16 stycznia – odbył się ostatni lot samolotu transportowego An-26 będącego na wyposażeniu Sił Powietrznych RP.
- 19 stycznia – rzekome lądowanie UFO w Jarnołtówku.
- 20 stycznia – minister sprawiedliwości Zbigniew Ćwiąkalski podał się do dymisji.
- 23 stycznia – Andrzej Czuma został mianowany ministrem sprawiedliwości.

### Luty
- 4 lutego – ks. prał. Grzegorz Kaszak został mianowany przez Benedykta XVI nowym biskupem ordynariuszem diecezji sosnowieckiej.
- 11 lutego – weszła w życie ustawa znosząca obowiązkową służbę wojskową.
- 12 lutego – światowy kryzys finansowy: Ministerstwo Pracy ogłosiło, że stopa bezrobocia przekroczyła w styczniu 2009 r. poziom 10%. W kolejnych miesiącach, zwiększyła się jednak minimalnie.
- 13 lutego – Sejm powołał komisję śledczą do zbadania okoliczności porwania i zabójstwa Krzysztofa Olewnika.
- 15 lutego – rozpoczął się IX Zimowy Europejski Festiwal Młodzieży „Śląsk-Beskidy 2009”, odbywający się w Bielsku-Białej, Cieszynie, Szczyrku, Tychach i Wiśle.
- 17 lutego – katastrofa śmigłowca Mi-2, zginęli pilot i technik, lekarz został ciężko ranny.
- 19–20 lutego – w Krakowie odbyło się nieformalne spotkanie Ministrów Obrony Państw NATO. Spotkaniu przewodniczył sekretarz generalny Paktu Jaap de Hoop Scheffer.
- 20 lutego:
  - Sejm powołał skład osobowy komisji śledczej do zbadania okoliczności porwania i zabójstwa Krzysztofa Olewnika.
  - zakończył się IX Zimowy Europejski Festiwal Młodzieży „Śląsk-Beskidy 2009”, odbywający się w Bielsku-Białej, Cieszynie, Szczyrku, Tychach i Wiśle.
- 23 lutego – Paweł Graś (PO) został sekretarzem stanu w Kancelarii Prezesa Rady Ministrów – rzecznikiem prasowym rządu Donalda Tuska.
- 27 lutego – katastrofa lotnicza w Szadłowicach: katastrofa śmigłowca Mi-24, pilot zginął, dwaj żołnierze zostali lekko ranni.

### Marzec
- 5 marca – Rada Ministrów zgłosiła kandydaturę Włodzimierza Cimoszewicza na przewodniczącego Rady Europy.
- 7 marca – w Stoczni Szczecińskiej Nowa zwodowano ostatni statek – kontenerowiec „Fesco Vladimir” dla armatora rosyjskiego.
- 9 marca – José Manuel Durão Barroso spotkał się z prezydentem Lechem Kaczyńskim w Belwederze.
- 10 marca:
  - rozpoczęła się kampania wyborcza przed wyborami do Parlamentu Europejskiego.
  - arcybiskup Józef Michalik, metropolita przemyski został wybrany na drugą kadencję na stanowisku Przewodniczącego Konferencji Episkopatu Polski.
  - do Nowego Zoo w Poznaniu przywieziono z Węgier dwa samce słonia afrykańskiego.
- 11 marca – światowy kryzys finansowy: według ministra finansów wzrost gospodarczy Polski w roku 2009 będzie niższy niż zapisane w budżecie 3,7%, ale wyższy niż przewidywane w pesymistycznym scenariuszu rządowym 1,7%.
- 22 marca – otwarto Muzeum Dobranocek w Rzeszowie.
- 27 marca – wypadek autobusu wiozącego dzieci w Bystrzycy Górnej – 34 osoby zostały ranne.
- 31 marca:
  - 4 osoby zginęły w katastrofie lotniczej w Babich Dołach.
  - weszła w życie ustawa o upadłości konsumenckiej.

### Kwiecień
- 2 kwietnia – w całej Polsce pisano test szóstoklasisty.
- 3 kwietnia – wprowadzono zakaz sprzedaży termometrów rtęciowych.
- 6 kwietnia – w katastrofie kolejowej w Białogardzie zginęła 1 osoba, a 25 zostało rannych.
- 13 kwietnia – pożar hotelu w Kamieniu Pomorskim – zginęły 23 osoby. Prezydent Lech Kaczyński ogłosił trzydniową żałobę narodową.
- 21 kwietnia – andruty kaliskie zostały wpisane na listę produktów regionalnych o chronionym oznaczeniu geograficznym.
- 22–24 kwietnia – w całej Polsce odbył się Egzamin Gimnazjalny z zakresu Humanistycznego, Matematyczno-Przyrodniczego i Językowego.
- 24 kwietnia – Sejm przyjął specustawę o budowie gazoportu w Świnoujściu.

### Maj
- 1 maja – koncert Deep Purple we Wrocławiu; zespół na Polach Marsowych wykonał m.in. aranżację polskiego hymnu narodowego.
- 4 maja – światowy kryzys finansowy: Komisja Europejska prognozowała na rok 2009 spadek PKB w Polsce o 1,4% i gwałtowny wzrost deficytu budżetowego. Minister Jacek Rostowski skrytykował tę ocenę jako zbyt pesymistyczną.
- 6 maja – u 58-letniej mieszkanki Tarnobrzega, która powróciła z USA, potwierdzono pierwszy w kraju przypadek zarażenia wirusem świńskiej grypy.
- 7 maja – Sejm zmienił konstytucję, wprowadzając do niej poprawkę zakazującą kandydowania do parlamentu osobom skazanym prawomocnym wyrokiem na karę pozbawienia wolności za przestępstwo umyślne ścigane z oskarżenia publicznego. Nowe zasady zaczną obowiązywać od następnej kadencji parlamentarnej.
- 25 maja – powstało Radio Wnet jako serwis społecznościowy i radio internetowe.
- 28 maja – XIV Dalajlama Tenzin Gjaco, Tadeusz Mazowiecki, Michał Sumiński i pośmiertnie rotmistrz Witold Pilecki zostali Honorowymi Obywatelami miasta stołecznego Warszawy.
- 29 maja – światowy kryzys finansowy: GUS poinformował, że w I kwartale roku 2009 PKB wzrósł w Polsce o 0,8% w stosunku rocznym. Według danych Eurostatu wzrost wyniósł aż 1,9%, co było najlepszym wynikiem w całej Unii Europejskiej.
- 31 maja – ostatni lot samolotu polskich linii lotniczych Centralwings i zakończenie działalności przedsiębiorstwa.

### Czerwiec
- 7 czerwca – odbyły się wybory do Parlamentu Europejskiego. Najwięcej mandatów (25 z 50) zdobyła Platforma Obywatelska.
- 8 czerwca – w Poznaniu zburzono pomnik Karola Świerczewskiego.
- 9 czerwca – koncert zespołu Slipknot w warszawskim Torwarze.
- 13 czerwca – Natalia Krakowiak wygrywa debiuty 2009 na festiwalu w Opolu.
- 15 czerwca:
  - Jerzy Buzek wstąpił do Platformy Obywatelskiej.
  - Multi Lotek zmienił się w Multi Multi.
- 24 czerwca – pierwszy w Polsce koncert zespołu Limp Bizkit (Szczecin Rock Festiwal).
- 24–26 czerwca – po intensywnych opadach deszczu na południu i częściowo na zachodzie Polski wystąpiły podtopienia a miejscami powodzie.
- 26 czerwca – w Łodzi otwarto halę widowiskowo-sportową Atlas Arena.
- 27 czerwca – zakończył działalność Teatr Mały w Warszawie.
- 28 czerwca – po zakończeniu VI edycji Małopolskiego Pikniku Lotniczego na lotnisku Rakowice-Czyżyny miał miejsce wypadek samolotu Cessna 172. Zginęły 2 osoby (w tym pilot), a 2 zostały ranne.

### Lipiec
- 1 lipca – obchody 440 rocznicy podpisania Unii Polsko-Litewskiej w Lublinie.
- 14 lipca – Jerzy Buzek zostaje Przewodniczącym Parlamentu Europejskiego.
- 16–19 lipca – odbył się kongres międzynarodowy Świadków Jehowy pod hasłem Czuwajcie! w Poznaniu.
- 17 lipca:
  - prezydent Lech Kaczyński zawetował ustawę medialną.
  - światowy kryzys finansowy: Sejm przyjął nowelizację budżetu. Deficyt budżetowy został zwiększony z 18 do 27 mld zł, a prognoza wzrostu PKB została obniżona z 3,7 do 0,2%.
- 18–19 lipca – XIII Międzynarodowy Festiwal Piosenki i Kultury Romów w Glinojecku.
- 21 lipca – w trakcie egzekucji komorniczej w Kupieckich Domach Towarowych w Warszawie doszło do starć między zabarykadowanymi tam kupcami i wynajętą przez komornika przedsiębiorstwem ochroniarskim.
- 23 lipca – silne burze i nawałnice nawiedziły wiele regionów Polski – zginęło 8 osób, a 82 zostały ranne.
- 25 lipca – rozpoczął się 94. Światowy Kongres Esperanto. Z okazji 150. rocznicy urodzin jego twórcy – dr. Ludwika Zamenhofa – Kongres odbył się w jego rodzinnym mieście, Białymstoku.
- 30 lipca – światowy kryzys finansowy: prezydent Lech Kaczyński podpisał kluczową ustawę z pakietu antykryzysowego, która uelastyczniła czas pracy i warunki zatrudnienia.

### Sierpień
- 6 sierpnia – koncert irlandzkiego zespołu U2 w Chorzowie.
- 15 sierpnia – pierwszy koncert Madonny na warszawskim Bemowie.
- 23 sierpnia – część Małopolski została podtopiona.
- 28 sierpnia – światowy kryzys finansowy: GUS ogłosił dane za II kwartał roku 2009, wzrost PKB wyniósł 1,1%, co po raz kolejny dało Polsce pozycję lidera w UE.
- 30 sierpnia – katastrofa Białoruskiego Su-27 na pokazach AIR SHOW w Radomiu.

### Wrzesień
- 1 września – Poczta Polska w wyniku komercjalizacji została przekształcona w spółkę akcyjną.
- 4 września – podczas gali finałowej w Płocku 21-letnia studentka prawa Anna Jamróz zdobyła koronę Miss Polski.
- 12 września – fundacja Mam Marzenie zorganizowała I Ogólnopolski Dzień Marzeń.
- 14 września – ukazał się pierwszy numer Dziennika Gazeta Prawna.
- 18 września – katastrofa górnicza w kopalni Wujek-Śląsk w Rudzie Śląskiej, zginęło 20 górników, blisko 40 zostało rannych.
- 19 września – Jetix Polska zmienił nazwę na Disney XD Polska.
- 23 września – Sąd Okręgowy w Katowicach nakazał redaktorowi naczelnemu Gościa Niedzielnego, ks. Markowi Gancarczykowi oraz archidiecezji katowickiej (wydawcy tygodnika) przeproszenie Alicji Tysiąc i zapłacenie jej 30 tys. złotych za naruszenie jej dóbr osobistych.
- 23–25 września – Kongres Kultury Polskiej 2009. Równolegle zorganizowany został Anty-Kongres.

### Październik
- 1 października – upublicznienie stenogramów z podsłuchów przedsiębiorców z branży hazardowej – początek afery hazardowej w rezultacie kilku ministrów i wiceministrów podało się do dymisji.
- 2 października – uruchomiono kanał Polsat Film.
- 7 października – wmurowano kamień węgielny pod budowę Stadionu Narodowego w Warszawie.
- 8 października – ostatnie losowanie Express Lotka.
- 9 października – dwóch polskich żołnierzy zginęło w wyniku eksplozji, jaka nastąpiła pod jednym z pojazdów typu MRAP. Pojazd wchodził w skład konwoju, którym Polacy poruszali się z Ghazni do Bagram w Afganistanie.
- 10 października – Prezydent Lech Kaczyński ratyfikował traktat lizboński.
- 12 października – tablicę upamiętniającą Ryszarda Kapuścińskiego odsłonięto na gmachu warszawskiej siedziby Polskiej Agencji Prasowej.
- 13 października:
  - w Bazie Lotniczej w Świdwinie wylądował wojskowy samolot Casa, na pokładzie którego przywiezione zostały do kraju ciała dwóch saperów poległych w Afganistanie – kaprala Radosława Szyszkiewicza i kaprala Szymona Graczyka. Obaj żołnierze służyli w 5. Pułku Inżynieryjnym w Szczecinie. W grupie żołnierzy, którzy złożyli hołd poległym, był generał broni Bronisław Kwiatkowski.
  - Grzegorz Schetyna, Andrzej Czuma, Mirosław Drzewiecki odeszli ze składu rządu Donalda Tuska.
  - Mariusz Kamiński został odwołany z funkcji szefa CBA.
- 14 października:
  - Jerzy Miller, Krzysztof Kwiatkowski i Adam Giersz weszli w skład rządu Donalda Tuska.
  - nagły atak zimy, wiele miejscowości pozbawionych zostało prądu.
- 23 października – kilka tysięcy osób uczestniczyło w Poznaniu w manifestacji w obronie miejsc pracy w zakładach H. Cegielski – Poznań S.A. Demonstranci przeszli historyczną trasą z czerwca 1956 r. pod urząd wojewódzki. Tam spalili „trumnę PO”. „Dość zwolnień” – skandowali.
- 28 października – podpisano kontrakt na budowę drugiej linii warszawskiego metra wartości 4,1 mld złotych.

### Listopad
- 3 listopada – Radio PiN rozpoczęło nadawanie w Poznaniu i okolicach.
- 9 listopada – powstała TVN News and Services Agency.
- 13 listopada – premiera filmu Rewers.
- 14 listopada – odbył się ingres bp. Henryka Tomasika do katedry radomskiej.
- 17 listopada – nadanie Adamowi Michnikowi tytułu doktora honoris causa Uniwersytetu Pedagogicznego w Krakowie.
- 21 listopada – Kraków-Podgórze: rozpoczął działalność „Bonarka City Center”, największy w regionie kompleks handlowo-usługowo-rozrywkowy.
- 26 listopada – Telewizja Polsat poinformowała o zakończeniu prac nad serialem Rodzina zastępcza.

### Grudzień
- 1 grudnia – około 5 tys. policjantów manifestowało przed Kancelarią Premiera w Warszawie, domagając się wypłaty zaległych świadczeń oraz odstąpienia od kolejnych cięć w budżecie policji na rok 2010.
- 4 grudnia – ukazało się ostatnie wydanie dziennika „Trybuna”.
- 14 grudnia – uruchomiono kanał telewizyjny Rebel:tv.
- 18 grudnia:
  - Prezydent Lech Kaczyński zastosował prawo łaski wobec skazanych w sprawie linczu we Włodowie.
  - z muzeum Auschwitz-Birkenau w Oświęcimiu nieznani sprawcy ukradli napis Arbeit macht frei (Praca czyni wolnym).
  - kardynał Józef Glemp, skończywszy 80 lat, po 28 latach przestał pełnić urząd prymasa Polski.
- 19 grudnia:
  - arcybiskup gnieźnieński Henryk Muszyński obejmuje urząd prymasa Polski.
  - Grzegorz Napieralski ogłosił, że kandydatem lewicy w wyborach prezydenckich w 2010 roku będzie Jerzy Szmajdziński.
  - papież Benedykt XVI podpisał dekret o heroiczności cnót Jana Pawła II oraz dekret o męczeństwie ks. Jerzego Popiełuszki.
- 21 grudnia:
  - Andrzej Olechowski ogłosił swój udział w wyborach prezydenckich w 2010 roku.
  - w Kwidzynie oddano do użytku tysięcznego „Orlika”.
- 25 grudnia – polska premiera filmu Avatar.
- 28 grudnia – Zbigniew Wassermann był przesłuchiwany przez komisję hazardową.
- 29 grudnia – w Poznaniu rozpoczęło się 32. Europejskie Spotkanie Młodych organizowane przez ekumeniczną Wspólnotę Taizé.
- 30 grudnia – Paweł Wojtunik został mianowany szefem Centralnego Biura Antykorupcyjnego.

## Wydarzenia na świecie

### Styczeń
- 1 stycznia:
  - Czechy objęły prezydencję w Radzie Unii Europejskiej[4];
  - Słowacja weszła do strefy euro.
  - 53 osoby zginęły w pożarze w klubie nocnym w Tajlandii. 100 osób zostało rannych[5];
  - Rosja wstrzymała dostawy gazu na Ukrainę.
  - w związku z kryzysem finansowym przedsiębiorstwo Merrill Lynch zostało przejęte przez Bank of America.
- 2 stycznia – wojna domowa na Sri Lance: wojska rządowe zdobyły Kilinochchi, stolicę prowincji Tamilskich Tygrysów.
- 3 stycznia:
  - operacja Płynny Ołów: lądowe wojska izraelskie wkroczyły do Strefy Gazy.
  - John Atta-Mills został wybrany na prezydenta Ghany.
  - z Buenos Aires wystartował Rajd Dakar 2009, odbywający się po raz pierwszy poza Europą i Afryką.
- 4 stycznia – w samobójczym zamachu bombowym przed szyicką świątynią w Bagdadzie zginęło co najmniej 40 osób, w tym 16 irańskich pielgrzymów.
- 5 stycznia – w zielonej strefie w Bagdadzie otwarto największy na świecie budynek ambasady USA.
- 6 stycznia:
  - Rosyjsko-ukraiński konflikt gazowy: Gazprom odciął dostawy gazu do Chorwacji, Grecji, Bułgarii, Turcji i Macedonii oraz znacznie ograniczył do Austrii, Węgier i Rumunii.
  - operacja Płynny Ołów: co najmniej 30 cywilów zginęło w wyniku izraelskiego ostrzału prowadzonej przez UNRWA szkoły w obozie dla uchodźców w Strefie Gazy.
  - Wenezuela wydaliła ambasadora Izraela w proteście przeciw operacji militarnej w Strefie Gazy.
- 7 stycznia – John Atta-Mills został prezydentem Ghany.
- 8 stycznia – w trzęsieniu ziemi w Kostaryce zginęło lub zaginęło 100 osób, a 91 zostało rannych.
- 9 stycznia – tankowiec Sirius Star został uwolniony przez somalijskich piratów w zamian za okup.
- 10 stycznia:
  - amerykański lotniskowiec typu Nimitz USS George H.W. Bush wszedł do służby w US Navy.
  - wojna w Pakistanie: 600 bojowników zaatakowało oddziały rządowe w okręgu Mohmand w pobliżu granicy z Afganistanem. Poległo 46 rebeliantów i 6 żołnierzy.
- 11 stycznia – odbyła się ceremonia wręczenia Złotych Globów.
- 12 stycznia – George Abela został wybrany przez Izbę Reprezentantów na prezydenta Malty.
- 13 stycznia – w stolicy Łotwy Rydze doszło do antyrządowych zamieszek wywołanych kryzysem ekonomicznym.
- 14 stycznia:
  - na terytorium Izraela spadły rakiety wystrzelone z Libanu.
  - Boliwia i Wenezuela zerwały z powodu interwencji zbrojnej w Strefie Gazy stosunki dyplomatyczne z Izraelem.
- 15 stycznia:
  - lot US Airways 1549 samolotu Airbus A320 zakończył się szczęśliwym awaryjnym wodowaniem w rzece Hudson w Nowym Jorku.
  - operacja Płynny Ołów: izraelskie czołgi wjechały do miasta Gaza.
  - Wenezuela zerwała stosunku dyplomatyczne z Izraelem.
- 16 stycznia – w wyniku zejścia lawiny śnieżnej na drogę w górach pod Kabulem zginęło 10 osób, uratowano 40, z czego 11 zostało rannych.
- 17 stycznia:
  - dubajski wieżowiec Burdż Chalifa ostatecznie osiągnął zamierzoną wysokość strukturalną równą 818 m. Planowane otwarcie ma odbyć się 20 grudnia.
  - operacja Płynny Ołów: władze Izraela podjęły decyzję o wstrzymaniu ognia i przerwaniu ofensywy w strefie Gazy.
- 18 stycznia:
  - operacja Płynny Ołów: rankiem doszło do wymiany ognia w strefie Gazy.
  - operacja Płynny Ołów: ogłoszono zawieszenie broni w strefie Gazy.
- 19 stycznia – w Moskwie zamordowany został Stanisław Markiełow, prawnik i obrońca praw człowieka oraz dziennikarka Anastasija Baburowa. Nieznany sprawca zastrzelił oboje na ulicy po zakończonej konferencji prasowej adwokata.
- 20 stycznia:
  - Barack Obama został zaprzysiężony na 44. prezydenta Stanów Zjednoczonych.
  - na Gwadelupie wybuchły zamieszki społeczne.
- 21 stycznia – papież Benedykt XVI zdjął ekskomunikę z czterech biskupów, wyświęconych w 1988 roku przez arcybiskupa Marcela Lefebvre’a.
- 23 stycznia – kobieta i dwoje dzieci zginęło, a 12 osób zostało rannych od ciosów nożem, podczas ataku szaleńca na żłobek w belgijskim Dendermonde.
- 25 stycznia:
  - 62,09% głosujących opowiedziało się w referendum w Boliwii za przyjęciem nowej konstytucji.
  - siły rządowe zdobyły Mullaitivu, ostatni bastion Tamilskich Tygrysów w północnej Sri Lance.
- 26 stycznia:
  - po fali protestów w Reykjavíku premier Islandii Geir Haarde podał swój rząd do dymisji.
  - wojna w Somalii: siły Unii Trybunałów Islamskich zdobyły po oblężeniu miasto Baydhabo, będące siedzibą somalijskiego rządu tymczasowego.
- 27 stycznia – Cyryl I został wybrany Patriarchą Moskwy i Wszechrusi.
- 28 stycznia:
  - Raúl Castro jako pierwszy kubański przywódca od zakończenia zimnej wojny przybył z wizytą do Rosji.
  - co najmniej 29 osób zginęło w pożarze supermarketu sieci Nakumatt w kenijskim Nairobi.
- 30 stycznia:
  - 6 Polaków zginęło w katastrofie samolotu Piper PA-34 w Kenova (Wirginia Zachodnia).
  - premier Gruzji Grigol Mgalobliszwili ogłosił swoją rezygnację ze względów zdrowotnych.
  - Szarif Szajh Ahmed został wybrany przez obradujący w Dżibuti parlament na prezydenta Somalii.
- 31 stycznia:
  - Szarif Szajh Ahmed objął urząd prezydenta Somalii.
  - 23 pensjonariuszy zginęło w pożarze domu starców w Podjelsku, w rosyjskiej Republice Komi.
  - 113 osób zginęło, a ponad 200 zostało rannych w wyniku eksplozji rozbitej w wypadku ciężarówki-cysterny w mieście Molo w Kenii.

### Luty
- 1 lutego:
  - Jóhanna Sigurðardóttir została pierwszą kobietą-premierem Islandii.
  - w Soborze Chrystusa Zbawiciela w Moskwie odbyła się intronizacja nowego Patriarchy Moskwy i Wszechrusi Cyryla I.
- 2 lutego:
  - Iran wystrzelił w przestrzeń kosmiczną swego pierwszego satelitę o nazwie Omid.
  - przeprowadzono kolejną denominację dolara Zimbabwe w stosunku 1 000 000 000 000:1.
- 4 lutego:
  - teleskop COROT odkrył planetę COROT-7 b, najmniejszą z dotychczas odkrytych planet poza Układem Słonecznym.
  - podczas szczytu Organizacji Układu o Bezpieczeństwie Zbiorowym w Moskwie zapadła decyzja o utworzeniu sił szybkiego reagowania.
- 5 lutego:
  - w Kolumbii odkryto skamieniałe szczątki ogromnego węża Titanoboa sprzed 60 mln lat.
  - co najmniej 33 osoby zginęły w samobójczym zamachu bombowym koło szyickiego meczetu w pakistańskim mieście Dera Ghazi Khan.
  - rozwiązała się francuska Rewolucyjna Liga Komunistyczna, w jej miejsce utworzono Nową Partię Antykapitalistyczną.
  - somalijscy piraci po otrzymaniu 3,2 mln USD okupu uwolnili ukraiński statek z ładunkiem 33 czołgów.
- 6 lutego:
  - Nika Gilauri został premierem Gruzji.
  - wojna domowa na Sri Lance: zwycięstwo wojsk rządowych w bitwie pod Chalai.
- 7 lutego:
  - w Pakistanie został zamordowany przez talibów polski geolog Piotr Stańczak.
  - początek wielkich pożarów buszu w Australii, które pochłonęły ponad 200 ofiar.
  - co najmniej 23 osoby zginęły w demonstracji przeciwko prezydentowi Madagaskaru, Marcowi Ravalomananie.
- 10 lutego:
  - w Izraelu odbyły się przedterminowe wybory do Knesetu. Najwięcej głosów zdobyły partie Kadima i Likud.
  - 789 km nad Ziemią doszło do zderzenia satelitów Iridium 33 i Kosmos 2251.
- 11 lutego:
  - Morgan Tsvangirai objął urząd premiera Zimbabwe.
  - dwaj ukraińscy seryjni mordercy (tzw. maniacy z Dniepropetrowska) zostali skazani na dożywotnie pozbawienie wolności.
- 12 lutego:
  - Zillur Rahman został prezydentem Bangladeszu.
  - w katastrofie samolotu Bombardier Q 400 w amerykańskim Buffalo zginęło wszystkie 49 osób na pokładzie i jedna na ziemi.
- 13 lutego – co najmniej 40 osób zginęło w samobójczym zamachu bombowym w irackim mieście Iskandariya.
- 15 lutego – w Wenezueli odbyło się referendum w sprawie zmiany konstytucji. 54,36% głosujących w referendum opowiedziało się za zniesieniem limitu dwóch kadencji dla prezydenta.
- 17 lutego – światowy kryzys finansowy: prezydent Barack Obama ogłosił wejście w życie wartego prawie 800 mld dolarów pakietu wydatków rządowych, mającego pomóc amerykańskiej gospodarce jak najszybciej wyjść z recesji i przerwać gwałtowny wzrost bezrobocia.
- 20 lutego:
  - Ivars Godmanis, premier Łotwy, podał się do dymisji.
  - prezydent Kirgistanu Kurmanbek Bakijew podpisał ustawę zakładającą likwidację bazy USA w tym kraju.
  - ukraiński samolot transportowy An-12 runął na ziemię krótko po starcie z lotniska w Luksorze (Egipt); zginęło 5 członków załogi.
- 21 lutego – 12 osób zginęło, a 25 zostało rannych w wyniku zderzenia autobusu z pociągiem na przejeździe we wsi Polomka koło Brezna na Słowacji.
- 22 lutego:
  - Dario Franceschini zastąpił Waltera Veltroniego na stanowisku przewodniczącego włoskiej Partii Demokratycznej.
  - film Slumdog. Milioner z ulicy w reżyserii Danny’ego Boyle’a zdobył 8 statuetek podczas 81. ceremonii wręczenia Oscarów w Los Angeles.
- 23 lutego – Idaho, Missisipi, Luizjana, Teksas, Karolina Południowa i Alaska buntują się przeciwko pakietowi pomocowemu, który opracowała administracja Baracka Obamy.
- 25 lutego – w katastrofie tureckiego Boeinga 737-800 w Amsterdamie zginęło 9 osób, a 50 zostało rannych.

### Marzec
- 2 marca – w wyniku akcji wojskowych w Gwinei Bissau śmierć poniósł urzędujący prezydent kraju – João Bernardo Vieira.
- 3 marca:
  - Międzynarodowy Trybunał Sprawiedliwości wydał nakaz aresztowania prezydenta Sudanu, Omara al-Baszira, oskarżanego o inspirowanie ludobójstwa w prowincji Darfur.
  - 6 policjantów i 2 inne osoby zginęły w pakistańskim mieście Lahore w wyniku ataku terrorystów na autobus przewożący drużynę krykieta ze Sri Lanki.
  - w Kolonii zawalił się gmach miejskiego archiwum; zginęły 2 osoby.
- 5 marca:
  - 6 milicjantów zginęło w czasie rozbrajania ładunku wybuchowego pod Nazraniem w Inguszetii.
  - Michael Jackson zapowiedział swój powrót na scenę i wyruszenie po 12 latach przerwy w trasę koncertową This Is It.
- 6 marca:
  - rząd Sudanu wydał nakaz opuszczenia kraju przez organizacje humanitarne.
  - premier Zimbabwe Morgan Tsvangirai został ranny, a jego żona zginęła w wyniku zderzenia ich samochodu z ciężarówką.
  - powstał zespół Formuły 1 Brawn GP.
- 7 marca:
  - NASA: Kosmiczny Teleskop Keplera rozpoczął poszukiwania ziemiopodobnych planet pozasłonecznych.
  - Prawdziwa IRA dokonała zamachu na bazę wojskową Massereene pod Belfastem, w wyniku którego zginęło 2 żołnierzy a 4 cywilów zostało rannych (w tym jeden Polak).
- 8 marca:
  - w Korei Północnej odbyły się wybory do Najwyższego Zgromadzenia Narodowego.
  - co najmniej 28 osób zginęło w samobójczym zamachu bombowym przed akademią policyjną w Bagdadzie.
- 10 marca – 11 osób zginęło w strzelaninie w hrabstwie Geneva w Alabamie.
- 11 marca:
  - wystartował wahadłowiec Discovery w misji STS-119.
  - miała miejsce masakra w Winnenden w Niemczech; zginęło 15 osób oraz zamachowiec.
  - u wybrzeży południowego Queensland (Australia) doszło do wycieku 230 ton oleju napędowego z uszkodzonego kontenerowca.
- 12 marca:
  - na Łotwie zaprzysiężono pierwszy rząd Valdisa Dombrovskisa.
  - 17 osób zginęło, a jedna została ranna w katastrofie śmigłowca transportowego Sikorsky S-92 na Nowej Fundlandii.
- 15 marca:
  - wahadłowiec Discovery wystartował w misję kosmiczną STS-119.
  - w wyborach prezydenckich w Salwadorze zwyciężył Mauricio Funes.
  - w wyniku samobójczego zamachu bombowego w Shibam w Jemenie zginęło 4 koreańskich turystów, a 3 zostało rannych.
- 18 marca:
  - USA: w stanie Nowy Meksyk zniesiono karę śmierci.
  - Kostaryka ogłosiła wznowienie stosunków dyplomatycznych z Kubą, zerwanych w 1961 roku.
  - w wyniku referendum konstytucyjnego w Azerbejdżanie został zniesiony limit dwóch kadencji prezydenckich.
- 19 marca:
  - austriacki dewiant Josef Fritzl został skazany na dożywotni pobyt w zakładzie psychiatrycznym.
  - w czasie podchodzenia do lądowania w stolicy Ekwadoru Quito samolot wojskowy Beechcraft B200 King Air uderzył w gęstej mgle w 4-piętrowy budynek mieszkalny. Zginęło 7 osób (wszystkie 5 na pokładzie samolotu i 2 w budynku), a 8 zostało rannych.
- 20 marca:
  - papież Benedykt XVI przybył do Angoli na zakończenie tygodniowej pielgrzymki po Afryce.
  - Unia Afrykańska zawiesiła Madagaskar w prawach członka po przeprowadzonym tam zamachu stanu.
- 21 marca – na Słowacji odbyła się pierwsza tura wyborów prezydenckich. Najwięcej głosów zdobyli Ivan Gašparovič i Iveta Radičová.
- 22 marca:
  - w Macedonii odbyła się I tura wyborów prezydenckich. Najwięcej głosów zdobyli Ǵorge Iwanow (35,04%) oraz Lubomir Frczkoski.
  - wybuch wulkanu Mount Redoubt na Alasce.
- 23 marca:
  - strona rządowa i rebelianci z Narodowego Kongresu Obrony Ludu zawarli porozumienie kończące 5-letni konflikt w prowincji Kiwu w Demokratycznej Republice Konga.
  - katastrofa lotnicza w Butte: samolot Pilatus PC-12 rozbił się na terenie cmentarza w Butte w Montanie. Zginęło 14 osób.
  - katastrofa lotu FedEx Express 80: dwóch pilotów samolotu transportowego zginęło podczas lądowania w porcie lotniczym Narita pod Tokio.
- 24 marca – Czeska Izba Poselska uchwaliła wotum nieufności wobec rządu Mirka Topolánka, sprawującego prezydencję w Radzie Unii Europejskiej.
- 25 marca – Klaus Tschütscher został premierem Liechtensteinu.
- 26 marca – premier Czech Mirek Topolánek podał się do dymisji.
- 27 marca:
  - 99 osób zginęło w wyniku przejścia fali powodziowej wywołanej przerwaniem tamy na zbiorniku retencyjnym Situ Gintung na zachodzie wyspy Jawa w Indonezji.
  - co najmniej 70 osób zginęło w samobójczym zamachu bombowym na meczet w Jarmud w północno-zachodnim Pakistanie.
- 28 marca – po raz trzeci miała miejsce akcja „Godzina dla Ziemi”.
- 29 marca – w Czarnogórze odbyły się wybory parlamentarne.
- 30 marca:
  - 16 osób zginęło, a 95 zostało rannych w wyniku ataku talibów na Akademię Policyjną w pakistańskim Lahore.
  - Lankijska marynarka wojenna pokonała Tamilskich Tygrysów w bitwie morskiej pod Chalai.

### Kwiecień
- 1 kwietnia:
  - Albania i Chorwacja przystąpiły do NATO.
  - 16 osób zginęło w katastrofie śmigłowca na Morzu Północnym, 35 mil od szkockiego miasta Aberdeen.
- 2 kwietnia:
  - światowy kryzys finansowy: na szczycie w Londynie przywódcy grupy G20, skupiającej najważniejsze światowe gospodarki, zadeklarowali wspólną walkę z kryzysem i stworzenie nowych, bardziej efektywnych reguł dla międzynarodowego rynku finansowego.
  - otwarto metro w Sewilli.
- 3 kwietnia – Najib Tun Razak został premierem Malezji.
- 4 kwietnia:
  - premier Danii Anders Fogh Rasmussen został wybrany na nowego sekretarza generalnego NATO.
  - urzędujący prezydent Słowacji Ivan Gašparovič został wybrany na drugą kadencję.
  - George Abela został prezydentem Malty.
- 5 kwietnia:
  - Lars Løkke Rasmussen został premierem Danii.
  - komuniści wygrali wybory parlamentarne w Mołdawii.
  - Korea Północna wystrzeliła rakietę dalekiego zasięgu Taepodong-2.
  - Ǵorge Iwanow zwyciężył w II turze wyborów prezydenckich w Macedonii.
  - co najmniej 22 osoby zginęły w zamachu bombowym na szyicki meczet w Chakwal w pakistańskiej prowincji Pendżab.
- 6 kwietnia:
  - w trzęsieniu ziemi we włoskiej L’Aquila zginęło 308 osób.
  - po ogłoszeniu zwycięstwa komunistów w wyborach parlamentarnych, w Mołdawii doszło do wybuchu zamieszek.
  - 34 osoby zginęły, a 124 zostały ranne w serii wybuchów 6 samochodów-pułapek w Bagdadzie.
  - 9 osób zginęło, a 60 zostało rannych w dwóch zamachach bombowych w Guwahati, stolicy indyjskiego stanu Asam.
  - w katastrofie indonezyjskiego samolotu wojskowego w Bandungu zginęły 24 osoby.
- 7 kwietnia:
  - były prezydent Peru Alberto Fujimori został skazany na 25 lat pozbawienia wolności.
  - w czasie protestów przeciwko zwycięstwu komunistów w wyborach parlamentarnych w stolicy Mołdawii Kiszyniowie demonstranci zdobyli i splądrowali gmach parlamentu oraz siedzibę prezydenta.
- 8 kwietnia – u podnóży Dhaulagiri zginął polski himalaista Piotr Morawski.
- 9 kwietnia:
  - urzędujący prezydent Abdelaziz Buteflika wygrał wybory prezydenckie w Algierii.
  - w Gruzji rozpoczęły się masowe protesty społeczne przeciw rządom prezydenta Micheila Saakaszwilego.
  - w Indonezji odbyły się wybory parlamentarne.
- 10 kwietnia:
  - prezydent Fidżi Josefa Iloilo zawiesił konstytucję i przejął całkowitą władzę w kraju.
  - zamachowiec-samobójca zaatakował posterunek kontrolny w irackim Mosulu, zabijając 5 żołnierzy amerykańskich i 2 irackich policjantów.
- 12 kwietnia – snajperzy z US Navy zastrzelili 3 spośród 4 somalijskich piratów, przetrzymujących od 4 dni kapitana uprowadzonego statku „Maersk Alabama”.
- 13 kwietnia – prezydent Pakistanu Asif Ali Zardari zatwierdził porozumienie z talibami przywracające szariat (prawo koraniczne) w Dolinie Swat.
- 14 kwietnia:
  - Rada Bezpieczeństwa ONZ jednogłośnie potępiła Koreę Północną za dokonanie próby rakiety balistycznej dalekiego zasięgu.
  - Gordon Bajnai został premierem Węgier.
- 16 kwietnia:
  - zakończyła się II wojna czeczeńska.
  - w wyniku trzęsienia ziemi we wschodnim Afganistanie zginęło 19 osób, a 37 zostało rannych.
- 18 kwietnia – parlament Somalii uchwalił wprowadzenie w kraju prawa muzułmańskiego szariatu.
- 21 kwietnia – została uruchomiona Światowa Biblioteka Cyfrowa.
- 22 kwietnia:
  - Parlament Europejski przyjął przepisy obniżające ceny SMS-ów w roamingu na terenie Unii Europejskiej, które zostały wcześniej zaakceptowane przez kraje członkowskie.
  - Afrykański Kongres Narodowy wygrał wybory parlamentarne w Południowej Afryce.
  - w stolicy Lesotho Maseru doszło do nieudanego zamachu na premiera Bethuela Pakalithę Mosisiliego.
- 23 kwietnia:
  - w dwóch zamachach samobójczych w Bagdadzie zginęło 76 osób.
  - satelita Swift zarejestrował rozbłysk gamma GRB 090423.
- 24 kwietnia – 60 osób zginęło, a około 125 zostało rannych w podwójnym samobójczym zamachu bombowym na szyicką świątynię w Bagdadzie.
- 25 kwietnia – socjaldemokraci i zieloni wygrali przedterminowe wybory parlamentarne w Islandii.
- 26 kwietnia:
  - urzędujący prezydent Rafael Correa wygrał wybory prezydenckie w Ekwadorze.
  - wojna w Pakistanie: siły rządowe rozpoczęły operację „Czarna Burza”.
- 27 kwietnia – amerykański koncern GM ogłosił zaprzestanie produkcji samochodów marki Pontiac. Marka znikła z rynku w 2010 roku.
- 28 kwietnia – Albania złożyła wniosek o przyjęcie do Unii Europejskiej.
- 29 kwietnia:
  - WHO ogłosiła piąty stopień zagrożenia wirusem świńskiej grypy, oznaczający możliwość przenoszenia się wirusa z człowieka na człowieka.
  - co najmniej 51 osób zginęło w wybuchach dwóch samochodów-pułapek w Bagdadzie.
  - 7 osób zginęło w katastrofie Boeinga 737 w Kongo.
- 30 kwietnia:
  - w Apeldoorn w wyniku nieudanego zamachu przy użyciu samochodu na jadącą autobusem holenderską rodzinę królewską zginęło 7 osób oraz zamachowiec, a 17 osób zostało rannych.
  - armia brytyjska oficjalnie zakończyła misję bojową w Iraku.
  - w Chongqing w Chinach otwarto Most Chaotianmen nad rzeką Jangcy o najdłuższym przęśle głównym na świecie (552 metry).
  - w zamachu na Azerbejdżańską Akademię Naftową w Baku zginęło 12 osób.

### Maj
- 1 maja – w Szwecji zalegalizowano małżeństwa osób tej samej płci.
- 3 maja:
  - Ricardo Martinelli został wybrany na prezydenta Panamy.
  - lawina na górze Schalfkogel w austriackich Alpach zabiła 6 narciarzy (5 Czechów i Słowaka).
  - w katastrofie wojskowego śmigłowca w północno-zachodniej Wenezueli zginęło 18 osób.
- 4 maja:
  - w strzelaninie na weselu w okolicach Mardin w południowo-wschodniej Turcji zginęły 44 osoby, a 6 zostało rannych.
  - południowokoreański niszczyciel udaremnił atak somalijskich piratów na północnokoreański statek handlowy.
- 5 maja – Derviş Eroğlu został po raz trzeci premierem Cypru Północnego.
- 6 maja – Jacob Zuma został wybrany przez parlament na prezydenta RPA.
- 8 maja – Jan Fischer został premierem Czech.
- 9 maja – Jacob Zuma objął urząd prezydenta RPA.
- 10 maja – zespół Green Day wydał swój 8 album 21st Century Breakdown.
- 11 maja:
  - rozpoczęła się misja STS-125 wahadłowca Atlantis.
  - podejrzany o zbrodnie wojenne 89-letni Ukrainiec Iwan Demianiuk został zatrzymany w swym domu w Cleveland i niezwłocznie deportowany do Niemiec.
- 12 maja – Gjorge Iwanow został prezydentem Macedonii.
- 14 maja – Europejska Agencja Kosmiczna wystrzeliła z kosmodromu w Gujanie Francuskiej: Kosmiczne Obserwatorium Herschela i satelitę Planck.
- 16 maja:
  - w 54 konkursie Eurowizji w Moskwie zwyciężył reprezentujący Norwegię Alexander Rybak.
  - w Kuwejcie odbyły się wybory parlamentarne, w których pierwszy raz mandaty zdobyły 4 kobiety.
- 17 maja:
  - w wyborach prezydenckich na Litwie zwyciężyła Dalia Grybauskaitė.
  - Sri Lanka: Tamilskie Tygrysy ogłosiły zawieszenie broni.
- 18 maja:
  - zwycięstwem wojsk rządowych nad Tamilskimi Tygrysami zakończyła się wojna domowa na Sri Lance.
  - Kinga Baranowska weszła na szczyt Kanczendzongi w Himalajach, dzięki czemu Polska została pierwszym krajem, którego himalaistki (Anna Okopińska, Halina Krüger-Syrokomska, Wanda Rutkiewicz, Krystyna Palmowska, Anna Czerwińska, Ewa Panejko-Pankiewicz, Kinga Baranowska) zdobyły wszystkie 14 ośmiotysięczników.
- 19 maja – były prezydent USA Bill Clinton został powołany na specjalnego wysłannika ONZ do Haiti.
- 20 maja:
  - w Irlandii opublikowano tzw. Raport Ryana, ujawniający systemowy charakter tortur, gwałtów i poniżania dzieci przez katolickich księży i zakonnice, zarządzających ośrodkami wychowawczymi.
  - 41 osób zginęło, a 82 zostały ranne w wyniku wybuchu samochodu-pułapki w Bagdadzie.
  - 98 osób zginęło w katastrofie samolotu wojskowego w indonezyjskiej prowincji Jawa Wschodnia.
- 21 maja – amerykański żołnierz Steven Green został skazany przez sąd w stanie Kentucky na dożywotnie pozbawienie wolności za dokonanie gwałtu na 14-letniej Irakijce i zamordowanie jej i rodziny w 2006 roku.
- 23 maja:
  - komunista Madhav Kumar Nepal został wybrany przez parlament na premiera Nepalu.
  - zamieszany w skandal korupcyjny były prezydent Korei Południowej Roh Moo-hyun popełnił samobójstwo rzucając się w górską przepaść.
- 24 maja – Cachiagijn Elbegdordż wygrał w I turze wybory prezydenckie w Mongolii.
- 25 maja – Korea Północna przeprowadziła próbny wybuch bomby atomowej.
- 26 maja – prezydent Nicolas Sarkozy dokonał w Abu Zabi (ZEA) otwarcia pierwszej francuskiej bazy wojskowej w rejonie Zatoki Perskiej.
- 27 maja:
  - rozpoczęła się załogowa misja kosmiczna Sojuz TMA-15.
  - co najmniej 24 osoby zginęły w zamachu samobójczym przed kwaterą policji w pakistańskim mieście Lahore.
- 28 maja:
  - co najmniej 19 osób zginęło, a ponad 50 zostało rannych w samobójczym zamachu bombowym na meczet w Zahedanie (Iran).
  - 18 osób zginęło w katastrofie autobusu w Jambole w Bułgarii.
  - 7 osób zginęło, a 40 zostało rannych w wyniku trzęsienia ziemi w Hondurasie.

### Czerwiec
- 1 czerwca:
  - światowy kryzys finansowy: General Motors Corporation prosi o ochronę przed wierzycielami (bankructwo). Już po 40 dniach znów zacznie normalnie funkcjonować, ale jako spółka kontrolowana przez rząd amerykański i kanadyjski.
  - Mauricio Funes objął urząd prezydenta Salwadoru.
  - katastrofa samolotu linii Air France na Oceanie Atlantyckim, zginęło 228 osób.
- 2 czerwca – na Grenlandii odbyły się wybory parlamentarne.
- 4 czerwca – w Czarnogórze utworzono Park Narodowy Prokletije.
- 4–7 czerwca – wybory do Parlamentu Europejskiego.
- 5 czerwca:
  - co najmniej 31 osób (w tym 9 policjantów) zginęło w starciach między peruwiańską policją a Indianami, protestującymi przeciwko wydobyciu ropy i gazu ziemnego na terenie Amazonii.
  - co najmniej 40 osób zginęło w samobójczym zamachu bombowym na meczet w miejscowości Haya Gai w północno-zachodnim Pakistanie.
- 6 czerwca – w wyniku pożaru żłobka w Hermosillo (Meksyk) śmierć poniosło ponad 40 dzieci, ponad 50 zostało rannych.
- 7 czerwca – XIV Dalajlama Tenzin Gjaco został honorowym obywatelem Paryża.
- 8 czerwca – w katastrofie wojskowego samolotu An-32 w indyjskim stanie Arunachal Pradesh zginęło 13 osób.
- 9 czerwca – co najmniej 17 osób zginęło, a 46 zostało rannych w zamachu na hotel w pakistańskim Peszawarze.
- 10 czerwca:
  - w São Paulo utworzył się rekordowy korek drogowy długości 293 km.
  - japoński sztuczny satelita Księżyca Kaguya rozbił się o jego powierzchnię.
  - 88-letni rasista otworzył ogień zabijając strażnika w Muzeum Holocaustu w Waszyngtonie.
  - co najmniej 33 osoby zginęły w wybuchu samochodu-pułapki w miejscowości Bathaa na południu Iraku.
- 11 czerwca – Światowa Organizacja Zdrowia ogłosiła pandemię grypy typu A/H1N1 (pierwszą pandemię grypy od 41 lat).
- 12 czerwca:
  - Mahmud Ahmadineżad wygrał ponownie wybory prezydenckie w Iranie.
  - bojówki plemienia Nuerów zaatakowały na rzece Sobat w Sudanie konwój 27 barek wiozących pomoc żywnościową ONZ, zatapiając 11 z nich i zabijając 40 cywilów i żołnierzy sudańskich chroniących konwój.
  - erupcja Wulkanu Saryczewa na Wyspach Kurylskich.
- 13 czerwca – po ogłoszeniu oficjalnych wyników wyborów prezydenckich w Iranie rozpoczęły się masowe protesty społeczne.
- 17 czerwca – 24 algierskich żołnierzy zginęło w zasadzce zorganizowanej przez islamskich rebeliantów.
- 18 czerwca:
  - NASA: wystrzelono amerykańską sondę księżycową Lunar Reconnaissance Orbiter.
  - Cachiagijn Elbegdordż został prezydentem Mongolii.
- 20 czerwca – Irak: 78 osób zginęło, a 250 w samobójczym zamachu bombowym w Tazie.
- 21 czerwca – weszła w życie poszerzona autonomia Grenlandii, przyznająca władzom lokalnym m.in. kontrolę nad policją, sądownictwem i bogactwami naturalnymi.
- 22 czerwca:
  - prezydent Inguszetii Junus-biek Jewkurow został ciężko ranny w wyniku zamachu.
  - w zderzeniu dwóch pociągów metra w Waszyngtonie zginęło 9 osób.
- 24 czerwca – w zamachu bombowym w bagdadzkiej dzielnicy Sadra zginęło 78 osób, a około 128 zostało rannych.
- 25 czerwca – śmierć „króla popu” Michaela Jacksona.
- 28 czerwca:
  - odbyły się wybory parlamentarne w Albanii.
  - w wyniku wojskowego zamachu stanu w Hondurasie od władzy odsunięto prezydenta Manuela Zelayę.
- 29 czerwca – w katastrofie kolejowej w Viareggio we Włoszech zginęły 32 osoby, a około 30 zostało rannych.
- 30 czerwca:
  - katastrofa samolotu Airbus A310 linii Yemenia ze 154 osobami na pokładzie. Przeżyła 1 osoba –14-letnia dziewczyna.
  - NASA: po blisko 20 latach swą misję zakończyła sonda kosmiczna Ulysses.

### Lipiec
- 1 lipca:
  - Szwecja objęła prezydencję w Radzie Unii Europejskiej.
  - Ricardo Martinelli został prezydentem Panamy.
- 5 lipca:
  - w zamieszkach w Urumczi na północnym zachodzie Chin zginęło ponad 180 osób, a ponad 800 zostało rannych.
  - brytyjski poszukiwacz odkrył skarb ze Staffordshire, składający się ze złotych przedmiotów z VII-VIII wieku o masie 7 kg.
- 6 lipca – Jadranka Kosor została szefową rządu Chorwacji.
- 7 lipca:
  - Benedykt XVI ogłosił trzecią encyklikę swojego pontyfikatu – Caritas in veritate.
  - odbyła się uroczysta ceremonia pogrzebowa Michaela Jacksona w Los Angeles (hala Staples Center).
- 12 lipca – Dalia Grybauskaitė objęła urząd prezydenta Litwy.
- 14 lipca:
  - Jerzy Buzek jako pierwszy obywatel Europy środkowo-wschodniej został przewodniczącym Parlamentu Europejskiego.
  - światowy kryzys finansowy: Goldman Sachs i kilka innych banków ogłosiło znacznie lepsze wyniki finansowe od spodziewanych, a Chiny utrzymały bardzo dobre tempo wzrostu gospodarczego.
- 15 lipca:
  - najpotężniejsze od 78 lat trzęsienie ziemi na Nowej Zelandii.
  - w katastrofie lotniczej w północno-zachodniej części Iranu zginęło 168 osób.
- 16 lipca – islandzki parlament upoważnił rząd do złożenia wniosku o członkostwo w Unii Europejskiej.
- 19 lipca:
  - po tragicznym wypadku samochodowym w Formule 2, w Londynie umiera Henry Surtees. Został uderzony w głowę kołem innego samochodu, który rozbił się chwilę wcześniej.
  - asteroida lub kometa uderzyła w powierzchnię niedaleko południowego bieguna Jowisza.
- 20 lipca – katastrofa autobusu w obwodzie nowosybirskim, w której zginęło 10 osób, a 38 zostało rannych.
- 21 lipca – minister spraw zagranicznych Miguel Ángel Moratinos został pierwszym do 300 lat członkiem hiszpańskiego rządu, który odwiedził Gibraltar.
- 22 lipca – najdłuższe zaćmienie słońca XXI wieku widziane w Chinach, Indiach i na Pacyfiku.
- 23 lipca – w Sztokholmie minister spraw zagranicznych Islandii Össur Skarphéðinsson przekazał na ręce Carla Bildta. podanie o wstąpienie do Unii Europejskiej.
- 24 lipca:
  - 16 osób zginęło, a 19 zostało rannych w katastrofie irańskiego Iła-62M, w czasie lądowania w porcie lotniczym Meszhed.
  - 25 osób zginęło, a 40 zostało rannych w katastrofie autobusu w Samarskoje (Rosja).
  - w katastrofie kolejowej w Chorwacji zginęło 6 osób, 55 zostało rannych.

### Sierpień
- 4 sierpnia – najwyższy szczyt Antiguy i Barbudy – Boggy Peak (402 m) – został przemianowany w dniu urodzin Baracka Obamy na Mount Obama.
- 5 sierpnia – Muhammad uld Abd al-Aziz został prezydentem Mauretanii.
- 10 sierpnia:
  - w Afganistanie zginął polski żołnierz Daniel Ambroziński.
  - w katastrofie górniczej na Słowacji zginęło 20 górników.
- 12 sierpnia – brytyjscy astronomowie z Keele University w Staffordshire poinformowali o odkryciu nietypowej planety pozasłonecznej WASP-17b.
- 13 sierpnia – światowy kryzys finansowy: Francja i Niemcy ogłosiły wyjście z recesji w II kwartale 2009 roku. Według specjalistów najgorsza faza kryzysu skończyła się we wszystkich najważniejszych gospodarkach, ale nie wiadomo, jak solidne i długotrwałe okaże się ożywienie.
- 17 sierpnia:
  - 69 osób zginęło, a 6 uznano za zaginione po wybuchu w Sajano-Suszeńskiej Elektrowni Wodnej na Jeniseju w rosyjskim Sajanogorsku.
  - Nazrań (Inguszetia): w zamachu bombowym zginęło 20 osób, a 138 zostań rannych.
- 18 sierpnia – Gruzja wystąpiła ze Wspólnoty Niepodległych Państw.
- 22 sierpnia – we włoskiej grze liczbowej SuperEnalotto padła rekordowa wygrana – 147,807,299.08 euro.
- 24 sierpnia – Grecja: wskutek trwających od 21 sierpnia pożarów spłonęło 310 tys. ha lasów.
- 25 sierpnia:
  - wystrzelono pierwszą południowokoreańską rakietę kosmiczną Naro-1.
  - w samobójczym zamachu bombowym w afgańskim Kandaharze zginęły 43 osoby, a 65 zostało rannych.
  - Amerykanin Charles Burnett III, po ponad stu latach, ustanowił w bazie lotniczej Edwards rekord prędkości dla pojazdu napędzanego parą, osiągając prędkość 224 km/h.
- 28 sierpnia – zakończyła się misja pierwszej indyjskiej sondy i sztucznego satelity Księżyca – Chandrayaan-1.
- 29 sierpnia – rozpoczęła się misja STS-128 wahadłowca Discovery.
- 30 sierpnia:
  - Ali Bongo Ondimba wygrał wybory prezydenckie w Gabonie.
  - w Japonii odbyły się wybory parlamentarne.

### Wrzesień
- 2 września – Iolu Abil został prezydentem Vanuatu.
- 3 września – na cmentarzu Forest Lawn w Los Angeles został pochowany Michael Jackson.
- 7 września:
  - prezydent Grecji Karolos Papulias rozwiązał parlament.
  - między Belgią a Holandią uruchomiono szybką linię kolejową HSL Zuid o długości 125 km.
  - na Samoa wprowadzono ruch lewostronny.
- 8 września:
  - eksplozja gazu w kopalni w Pingdingshan (Chiny); zginęło 79 osób, a 14 zostało rannych.
  - Malam Bacai Sanhá został po raz drugi prezydentem Gwinei Bissau.
- 9 września:
  - otwarto metro w Dubaju.
  - w serii powodzi błyskawicznych w północno-zachodniej Turcji zginęło 31 osób.
- 11 września:
  - Chorwacja i Słowenia zawarły porozumienie w sprawie spornej granicy morskiej na Zatoce Pirańskiej.
  - były prezydent Tajwanu Chen Shui-bian został skazany na dożywotnie więzienie za sprzeniewierzenie funduszy państwowych.
- 13 września – w kazachskim mieście Tałdykorgan 38 osób zginęło w pożarze szpitala psychiatrycznego.
- 14 września – odbyły się wybory parlamentarne w Norwegii, w których zwycięstwo odniosła Norweska Partia Pracy obecnego premiera Jensa Stoltenberga.
- 17 września:
  - prezydent USA Barack Obama podjął decyzję o rezygnacji z budowy elementów tarczy antyrakietowej w Polsce i Czechach.
  - w telewizji CBS został nadany ostatni odcinek Guiding Light, najdłuższego serialu w historii.
- 20 września – w bitwie w Duk Padiet (Sudan Południowy) między plemionami Lou Nuer i Dinka oraz siłami bezpieczeństwa zginęło ponad 100 osób.
- 21 września – 11 osób zginęło w trzęsieniu ziemi w Bhutanie.
- 22 września – w tym dniu (2 dni przed szczytem G20) Premier Wielkiej Brytanii Gordon Brown zaproponował, by grupa G20 stała się w przyszłości światowym rządem gospodarczym.
- 24 września – prezydent Lech Kaczyński jako pierwszy Polak w historii otworzył Nowojorską Giełdę Papierów Wartościowych.
- 25 września – koniec 65-letnich komunistycznych rządów w Mołdawii, przejęcie pełni władzy przez demokratyczną opozycję.
- 26 września:
  - Rosja zrezygnowała z instalacji rakiet w Królewcu.
  - papież Benedykt XVI przybył z pielgrzymką do Czech.
  - Roman Polański został aresztowany w Zurichu.
- 27 września – odbyły się wybory parlamentarne w Niemczech, które wygrały chadeckie partie CDU i CSU.
- 28 września – w trakcie brutalnego tłumienia przez juntę wojskową protestów w Gwinei zginęło blisko 160 osób, ponad 1000 zostało rannych.
- 29 września – tsunami powstałe po trzęsieniu ziemi na Wyspach Samoa zabiło blisko 190 osób, a kilkaset zraniło.
- 30 września – w wyniku trzęsienia ziemi na Sumatrze zginęło co najmniej 1100 osób, kilka tysięcy zostało rannych.

### Październik
- 2 października:
  - Irlandczycy w referendum (drugim) w sprawie Traktatu z Lizbony wypowiedzieli się za jego przyjęciem.
  - członkowie MKOl zadecydowali w Kopenhadze, że gospodarzem Letnich Igrzysk Olimpijskich w 2016 roku będzie brazylijskie Rio de Janeiro.
- 6 października – Marek Safjan zastąpił Jerzego Makarczyka na stanowisku polskiego sędziego w Europejskim Trybunale Sprawiedliwości.
- 8 października – Kongres Stanów Zjednoczonych nadał Kazimierzowi Pułaskiemu honorowe obywatelstwo USA, czyniąc go siódmą osobą w historii uhonorowaną w ten sposób.
- 9 października:
  - prezydent USA Barack Obama otrzymał Pokojową Nagrodę Nobla.
  - w chmurze pyłu powstałej po rozbiciu fragmentu amerykańskiej sondy LCROSS na Księżycu odkryto wodę.
- 10 października – Turcja i Armenia podpisały w Zurychu umowę o nawiązaniu stosunków dyplomatycznych, mającą w konsekwencji doprowadzić do otwarcia wspólnej granicy.
- 11 października – papież Benedykt XVI kanonizował Zygmunta Szczęsnego Felińskiego.
- 16 października – Ali Bongo Ondimba objął stanowisko prezydenta Gabonu.
- 17 października – wojna w Pakistanie: pakistańskie wojska rozpoczęły ofensywę lądową w Waziristanie Południowym.
- 18 października:
  - w Budapeszcie odsłonięto pierwszy na Węgrzech pomnik św. Jadwigi, królowej Polski.
  - Jenson Button i zespół Brawn GP zdobyli tytuły mistrza świata Formuły 1.
- 19 października – prezydent Ugandy Yoweri Museveni przywrócił tradycyjne królestwo Rwenzururu, którego monarchą został Charles Wesley Mumbere.
- 20 października – w Nigrze, pomimo bojkotu opozycji i protestów międzynarodowych, odbyły się wybory parlamentarne.
- 22 października:
  - premiera Microsoft Windows 7.
  - rosyjskie Stowarzyszenie Memoriał zostało uhonorowane Nagrodą Sacharowa.
- 24 października – w katastrofie kolejowej w Al-Ajjat (Egipt) zginęło co najmniej 50 osób, a ponad 30 zostało rannych.
- 25 października:
  - w zamachach bombowych w Bagdadzie zginęło ponad 150 osób, pół tysiąca zostało rannych.
  - Zajn al-Abidin ibn Ali po raz piąty z rzędu zwyciężył w wyborach prezydenckich w Tunezji.
- 26 października – w katastrofie lotu S-Air 9607 pod Mińskiem zginęło 5 osób.
- 28 października:
  - 117 osób zginęło, a 213 zostało rannych w wyniku zamachu bombowego w pakistańskim Peszawarze.
  - Microsoft rozpoczął prace nad Internet Explorer 9
  - NASA: w ramach Programu Constellation rozpoczęto testy rakiety Ares I.

### Listopad
- 1 listopada – Europejski Trybunał Praw Człowieka w Strasburgu orzekł, że symbol religijny w postaci krzyża nie może wisieć w szkolnej klasie, ponieważ jest naruszeniem „prawa rodziców do wychowania dzieci zgodnie z własnymi przekonaniami” oraz „wolności religijnej uczniów”.
- 2 listopada – po odwołaniu II tury wyborów prezydenckich w Afganistanie na stanowisku pozostał Hamid Karzaj.
- 4 listopada – światowy kryzys finansowy: zarząd General Motors Corporation postanowił nie sprzedawać należącego do niego niemieckiego Opla kanadyjsko-rosyjskiemu konsorcjum. Decyzję umotywowano „korzystną zmianą sytuacji na rynku” oraz strategicznym znaczeniem Opla dla koncernu.
- 5 listopada – major Nidal Malik Hasan otworzył ogień w bazie wojskowej Fort Hood w Teksasie. Zginęło 13 osób, 31 zostało rannych.
- 9 listopada:
  - Saad Hariri został premierem Libanu.
  - została opublikowana konstytucja apostolska Anglicanorum coetibus (wydana 4 listopada 2009), dotycząca tworzenia ordynariatów dla anglikanów uznających zwierzchnictwo papieża.
- 10 listopada:
  - USA: w zakładzie karnym w stanie Wirginia wykonano wieczorem karę śmierci na Johnie Allenie Muhammadzie, nazwanym „snajperem z Waszyngtonu”.
  - południowokoreańska marynarka zniszczyła północnokoreańską łódź patrolową, która wtargnęła na wody terytorialne Południa. Zginął jeden członek załogi, trzech zostało rannych (Incydent na Morzu Żółtym).
- 11 listopada – w elektrowni wodnej na zaporze Itaipu doszło do niegroźnej awarii i wstrzymania wytwarzania prądu.
- 13 listopada – Amerykańska Agencja Aeronautyki i Przestrzeni Kosmicznej NASA oficjalnie potwierdziła obecność wody na Księżycu.
- 19 listopada – Herman Van Rompuy został wybrany na przewodniczącego Rady Europejskiej.
- 22 listopada – w Rumunii odbyła się I tura wyborów prezydenckich. Do II tury przeszli urzędujący prezydent Traian Băsescu i kandydat opozycji Mircea Geoană.
- 23 listopada – ciężko chory prezydent Nigerii Umaru Yar’Adua został przewieziony na leczenie do Arabii Saudyjskiej.
- 24 listopada – 55 pracowników elektrowni atomowej Kaiga na południowym zachodzie Indii zostało napromieniowanych w miejscu pracy po wypiciu skażonej wody.
- 25 listopada:
  - Yves Leterme został premierem Belgii.
  - José Mujica zwyciężył w II turze wyborów prezydenckich w Urugwaju.
  - w referendum konstytucyjnym mieszkańcy Saint Vincent i Grenadyn sprzeciwili się zastąpieniu monarchii republiką.
- 27 listopada – w katastrofie kolejowej Newskiego Ekspresu jadącego z Moskwy do Sankt Petersburga zginęło 26 osób, blisko 100 zostało rannych.
- 28 listopada – urzędujący prezydent Namibii Hifikepunye Pohamba został wybrany na drugą kadencję.
- 29 listopada – w referendum w Szwajcarii obywatele opowiedzieli się za wprowadzeniem zakazu budowy minaretów.

### Grudzień
- 1 grudnia – wejście w życie Traktatu lizbońskiego.
- 3 grudnia:
  - 3 somalijskich ministrów i 19 innych osób zginęło w zamachu bombowym na hotel w Mogadiszu.
  - przywódca gwinejskiej junty wojskowej Moussa Dadis Camara został ranny w zamachu.
- 4 grudnia – co najmniej 39 osób zginęło w zamachu bombowym na meczet w pakistańskim Rawalpindi.
- 5 grudnia – 155 osób zginęło, a 132 zostały ranne w pożarze klubu nocnego w rosyjskim Permie.
- 6 grudnia:
  - urzędujący prezydent Traian Băsescu zwyciężył II turze wyborów prezydenckich w Rumunii.
  - przeprowadzono denominację wona północnokoreańskiego.
- 8 grudnia – w serii zamachów bombowych w Bagdadzie zginęło 127 osób, a 448 zostało rannych.
- 10 grudnia – w Dublinie otwarto Samuel Beckett Bridge.
- 11 grudnia:
  - dokonano oblotu wojskowego samolotu transportowego Airbus A400M.
  - w przeddzień pierwszej rocznicy śmierci zbezczeszczono grób i skradziono zwłoki byłego prezydenta Cypru Tassosa Papadopoulosa.
  - amerykański golfista Tiger Woods przyznał się do zdradzania żony i ogłosił zawieszenie kariery sportowej.
- 12 grudnia – Kaiane Aldorino z Gibraltaru zdobyła w Johannesburgu tytuł Miss World 2009.
- 13 grudnia – w trakcie wizyty w Mediolanie premier Włoch Silvio Berlusconi został trafiony w twarz miniaturką miejscowej katedry, wskutek czego doznał złamania nosa i kilku zębów.
- 14 grudnia – wyniesiono na orbitę amerykański teleskop kosmiczny „WISE”.
- 15 grudnia:
  - w Seattle dokonano oblotu Boeinga 787.
  - zainaugurowała działalność Kazachska Filharmonia Narodowa w Astanie.
- 16 grudnia – brazylijski senat zaaprobował przyjęcie Wenezueli do Mercosuru.
- 18 grudnia – światowa premiera filmu Avatar Jamesa Camerona.
- 20 grudnia – wybory prezydenckie w Rumunii w 2009 roku: decyzją Sądu Konstytucyjnego, Traian Băsescu oficjalnie rozpoczął pełnienie swojego drugiego mandatu prezydenckiego.
- 22 grudnia:
  - Rebelia szyitów w Jemenie: rebelianci odparli atak wojsk saudyjskich w bitwie na granicy saudyjsko-jemeńskiej, zabijając 64 żołnierzy.
  - Serbia złożyła wniosek o przyjęcie do Unii Europejskiej.
- 24 grudnia – podczas pasterki w bazylice św. Piotra w Rzymie chora psychicznie kobieta rzuciła się na Benedykta XVI, przewracając go.
- 25 grudnia:
  - nieudany zamach bombowy na samolot Airbus A330 linii Northwest Airlines, lecący z Amsterdamu do Detroit.
  - spłonęła doszczętnie katedra św. Mela w Longford (Irlandia).
- 28 grudnia – 20 osób zginęło, a kilkadziesiąt zostało rannych w wyniku wybuchu bomby podczas szyickiej procesji religijnej w pakistańskim Karaczi.
- 30 grudnia:
  - 7 amerykańskich agentów CIA zginęło w samobójczym zamachu na bazę wojskową Chapman w afgańskiej prowincji Chost. W prowincji Kandahar zginęło w zamachu 4 kanadyjskich żołnierzy i dziennikarz.
  - w podwójnym zamachu samobójczym w irackim mieście Ar-Ramadi zginęły 23 osoby.
- 31 grudnia:
  - w elektrowni atomowej w Ignalinie wyłączono ostatni reaktor nr 2.
  - w fińskim Espoo kosowski imigrant Ibrahim Shkupolli zamordował nożem swoją żonę i zastrzelił 4 osoby w pobliskim supermarkecie, po czym popełnił samobójstwo.

## Wydarzenia sportowe

### Styczeń
- 3 stycznia–17 stycznia – odbył się Rajd Dakar. Polacy osiągnęli najlepsze wyniki w historii startów. Rafał Sonik w klasie quadów zajął 3. miejsce
- 6 stycznia – Wolfgang Loitzl wygrał Turniej Czterech Skoczni.
- 13 stycznia – Cristiano Ronaldo i Marta Vieira da Silva zostali Piłkarzami Roku FIFA.
- 16 stycznia – 1 lutego – Mistrzostwa Świata w piłce ręcznej mężczyzn w Chorwacji:
  - 1 lutego – Polscy piłkarze ręczni zdobyli brązowy medal na mistrzostwach świata w Chorwacji. Złoto dla Francji srebro wywalczyła Chorwacja.
- 31 stycznia – Serena Williams pokonała Dinarę Safinę w wielkoszlemowym turnieju Australian Open.

### Luty
- 1 lutego:
  - Rafael Nadal pokonał Rogera Federera w turnieju wielkoszlemowym Australian Open.
  - Reprezentacja Polski wywalczyła brązowy medal na rozgrywanych w Chorwacji Mistrzostwach Świata w Piłce Ręcznej.
- 18 lutego–1 marca – Mistrzostwa Świata w Narciarstwie Klasycznym w Libercu
- 18 lutego–28 lutego – odbyła się Zimowa Uniwersjada w Harbinie, na której Polacy zdobyli 18 medali (2 złote, 4 srebrne i 8 brązowych):
  - 19 lutego – Justyna Kowalczyk zdobyła brązowy medal w biegach narciarskich w biegu na 10 km (pierwszy medal na mistrzostwach).
  - 20 lutego – Amerykanka Lindsey Van zdobyła złoty medal podczas pierwszego w historii konkursu skoków narciarskich kobiet na Mistrzostwach Świata w Narciarstwie Klasycznym w Libercu.
  - 21 lutego – Justyna Kowalczyk, jako pierwsza Polka w historii, została mistrzynią świata w biegach narciarskich na 15 km (bieg łączony) (drugi medal na mistrzostwach).
  - 21 lutego – mistrzem świata w skokach narciarskich w czeskim Libercu został Austriak Wolfgang Loitzl.
  - 27 lutego – Andreas Küttel został mistrzem świata na dużej skoczni w skokach narciarskich. Najlepszy z Polaków, Adam Małysz zajął 12. miejsce.
  - 28 lutego – Justyna Kowalczyk została mistrzynią świata w biegach narciarskich na 30 km stylem dowolnym (trzeci medal na mistrzostwach)
- 20 lutego – Amerykanka Lindsey Van zdobyła złoty medal podczas pierwszego w historii konkursu w skokach narciarskich kobiet na Mistrzostwach Świata w Libercu.
- 28 lutego – Tomasz Adamek obronił tytuł mistrza świata federacji IBF w wadze junior ciężkiej, pokonując przez nokaut w ósmej rundzie, Johnathona Banksa.

### Marzec
- 4–8 marca – odbyły się Halowe Mistrzostwa Świata w Łucznictwie w Rzeszowie w Polsce, na których reprezentanci Polski zdobyli łącznie trzy medale (dwa złote i jedno srebro).
- 6 marca – powstał team Formuły 1 – Brawn GP.
- 6–8 marca – odbyły się Halowe Mistrzostwa Europy w Lekkoatletyce 2009 w Turynie we Włoszech:
  - Tomasz Majewski został halowym mistrzem Europy w pchnięciu kulą.
  - Marcin Starzak zdobył brązowy medal w skoku w dal.
  - Sztafeta 4 × 400 m mężczyzn zdobyła brązowy medal.
- 21 marca – polska drużyna w skokach narciarskich w składzie: Adam Małysz, Kamil Stoch, Łukasz Rutkowski i Stefan Hula zajęła drugie miejsce w drużynowym konkursie na obiekcie mamucim w słoweńskiej Planicy.
- 22 marca:
  - Kryształową Kulę w skokach narciarskich zdobył Austriak Gregor Schlierenzauer.
  - Justyna Kowalczyk wygrała bieg na 10 km stylem dowolnym w zawodach Pucharu Świata w Falun. Dzięki zwycięstwu zdobyła Kryształową Kulę. Poza tym wygrała również klasyfikację biegów długodystansowych.
- 25–28 marca – odbyły się Mistrzostwa Świata w Kolarstwie Torowym w Polsce (Pruszków).
- 26 marca – Norweg Ole Einar Bjørndalen po raz szósty zdobył Kryształową Kulę w Biathlonie. Tomasz Sikora jako pierwszy Polak w historii zajął w klasyfikacji generalnej 2. miejsce.

### Kwiecień
- 1 kwietnia – w rozegranym w Kielcach meczu eliminacyjnym do mistrzostw świata, reprezentacja Polski odniosła najwyższe zwycięstwo w swej historii, pokonując San Marino 10:0.

### Maj
- 3 maja – odbył się pierwszy Silesia Marathon wiodący ulicami miast Górnego Śląska.
- 4 maja – zakończyły się mistrzostwa świata w snookerze w Sheffield, wygrał John Higgins 18:9 z Shaunem Murphym. Stephen Hendry – zdobywca jedynego maksymalnego breaka.
- 19 maja – ostatni finał Pucharu UEFA, puchar zabrał Szachtar Donieck wygrywając 2:1 z Werderem Brema.
- 23 maja – klub piłkarski VfL Wolfsburg zdobył pierwszy w swej historii tytuł mistrza Niemiec.
- 27 maja – klub piłkarski FC Barcelona w Finale Ligi Mistrzów pokonał angielski Manchester United po bramkach Samuela Eto’o (10.min.) oraz Lionela Messiego (70.min.)

### Czerwiec
- 6 czerwca – Swietłana Kuzniecowa pokonała Dinarę Safinę w finale turnieju wielkoszlemowego French Open.
- 7 czerwca – Roger Federer pokonał Robina Soderlinga w finale turnieju wielkoszlemowego French Open, dzięki czemu wyrównał rekord Pete’a Samprasa w ilości wygranych turniejów wielkoszlemowych.
- 14–28 czerwca – rozpoczął się w Południowej Afryce Puchar Konfederacji w piłce nożnej. Tytuł zdołała obronić reprezentacja Brazylii, która w finale pokonała USA. Było to ich trzecie zwycięstwo w tych zawodach.

### Lipiec
- 1–12 lipca – Letnia Uniwersjada w Belgradzie
- Mistrzostwa Świata w Pływaniu 2009 w Rzymie

### Sierpień
- 15–23 sierpnia – XII Mistrzostwa Świata w Lekkoatletyce w Berlinie:
  - 17 sierpnia – podczas odbywających się w Berlinie Mistrzostw Świata w Lekkoatletyce Anna Rogowska została mistrzynią, a Monika Pyrek wicemistrzynią w skoku o tyczce.
  - 20 sierpnia – w finale biegu na 200 m na berlińskich Mistrzostwach Świata w Lekkoatletyce Usain Bolt uzyskał czas 19,19 s, bijąc własny rekord świata o 0,11 s.
  - 22 sierpnia – w finale rzutu młotem na berlińskich Mistrzostwach Świata w Lekkoatletyce Anita Włodarczyk zdobyła złoty medal i ustanowiła rekord świata, uzyskując odległość 77,96 m.
- Mistrzostwa Europy w Piłce Nożnej Kobiet 2009 w Finlandii

### Wrzesień
- 7 września – rozpoczęły się rozgrywane w Polsce 36. Mistrzostwa Europy w Koszykówce Mężczyzn.
- 9 września 2009 mecz eliminacyjny MŚ 2010 Słowenia – Polska 3:0
- Mistrzostwa Europy w piłce siatkowej mężczyzn w Turcji:
  - 13 września w finale Polska pokonała Francję 3:1 i po raz pierwszy w historii została mistrzem Europy
- Mistrzostwa Europy w koszykówce mężczyzn w Polsce:
  - 21 września w finale Hiszpania pokonała Serbię
- 25 września – rozpoczęły się rozgrywane na polskich parkietach XXVI Mistrzostwa Europy w Piłce Siatkowej Kobiet.

### Październik
- 2 października – w Kopenhadze na gospodarza letnich igrzysk olimpijskich w 2016 wybrano Rio de Janeiro
- 4 października – Reprezentacja Polski zajęła trzecie miejsce na mistrzostwach Europy w siatkówce kobiet organizowanych w Polsce; w finale Włoszki pokonały Holenderki 3:1
- 24 października – walka Andrzej Gołota kontra Tomasz Adamek w wadze ciężkiej o tytuł IBF International. Wygrana Adamka przez TKO w piątej rundzie.
- 29 października – Franciszek Smuda został selekcjonerem piłkarskiej reprezentacji Polski.

### Grudzień
- 19 grudnia – FC Barcelona wygrała Klubowe Mistrzostwa Świata w piłce nożnej

## Urodzili się
- 18 stycznia - Isabella Damla Güvenilir, turecka aktorka, wideoblogerka
- 15 kwietnia – Julia Butters, amerykańska aktorka
- 20 kwietnia – Antonina Żbikowska, polska aktorka
- 4 maja:
  - Katarzyna Wincza(inne języki), polska aktorka teatralna, filmowa i dubbingowa
  - Henryk (hrabia Monpezat)
- 19 maja - Lena Świrska, polska piłkarka
- 22 września – Coco Yoshizawa, japońska skaterka
- 13 października – Alice Lee, amerykańska szachistka pochodzenia chińskiego

## Zdarzenia astronomiczne
- 26 stycznia – obrączkowe zaćmienie Słońca (Saros 131). Pas zaćmienia zaczął się na południowym Atlantyku i ominął ląd w odległości kilkuset kilometrów od przylądka Horn oraz kontynentu afrykańskiego. Największe zaćmienie obrączkowe trwało siedem minut i 54 sekundy. Miało miejsce na Oceanie Indyjskim mniej więcej w połowie drogi między Madagaskarem a Australią. Przed zachodem Słońca, zaćmienie dotarło do lądu w Indonezji[6].
- 9 lutego – półcieniowe zaćmienie Księżyca
- 7 lipca – półcieniowe zaćmienie Księżyca
- 22 lipca – całkowite zaćmienie Słońca (Saros 136), najdłuższe w XXI wieku: 6m43s na zachodnim Pacyfiku, na wschód od wybrzeży Azji. Cień dotknął Ziemi po raz pierwszy na zachodnim brzegu subkontynentu indyjskiego, rozpoczynając wędrówkę na północny zachód. Zaczepił wschodnią granicę Nepalu, zachodni kraniec Bangladeszu, całkowicie objął Bhutan i wkroczył do Chin. Zaćmienie dobiegło końca, gdy cień opuścił Ziemię daleko na południe od Hawajów[6].
- 6 sierpnia – półcieniowe zaćmienie Księżyca
- 31 grudnia – częściowe zaćmienie Księżyca
- Kometa Klemola zbliży się do Słońca

## Nagrody Nobla
- z fizyki – Charles K. Kao, Willard S. Boyle, George E. Smith
- z chemii – Venkatraman Ramakrishnan, Thomas A. Steitz i Ada E. Jonath
- z medycyny – Elizabeth Blackburn, Carol Greider, Jack Szostak
- z literatury – Herta Müller
- nagroda pokojowa – Barack Obama

## Święta ruchome
- Tłusty czwartek: 19 lutego
- Ostatki: 24 lutego
- Popielec: 25 lutego
- Niedziela Palmowa: 5 kwietnia
- Wielki Czwartek: 9 kwietnia
- Pamiątka śmierci Jezusa Chrystusa: 9 kwietnia
- Wielki Piątek: 10 kwietnia
- Wielka Sobota: 11 kwietnia
- Wielkanoc: 12 kwietnia
- Poniedziałek Wielkanocny: 13 kwietnia
- Wniebowstąpienie Pańskie: 21 maja
- Zesłanie Ducha Świętego: 31 maja
- Boże Ciało: 11 czerwca